# تاريخ الكويت
يرجع تاريخ الكويت الحديث والمعاصر إلى أكثر من 400 عام حينما تأسست مدينة الكويت في القرن السابع عشر (1601 - 1700)، وازدهرت المدينة بعدما استوطنها آل صباح بمعية العتوب عام 1128 هـ / 1716 بعد أن كانت تتبع حكم بني خالد وتدل الآثار على أن تاريخ المنطقة ككل يرجع إلى ما قبل الميلاد حيث استوطنت جزيرة فيلكا من قبل الهيلينستيين في القرن السادس قبل الميلاد ثم استولت قوات الإسكندر الأكبر على الجزيرة، والتي أطلق عليها اليونانيون اسم إيكاروس.
في القرن السادس عشر تأسست المدينة وكان غالب سكانها منذ تأسيسها يمتهنون الغوص على اللؤلؤ والتجارة البحرية بين الهند وشبه الجزيرة العربية، الأمر الذي ساعد في تحويل الكويت إلى مركز تجاري في شمال الخليج العربي وميناء رئيسي لكل من شبه الجزيرة وبلاد ما بين النهرين، وقد بلغت مهنة الغوص ذروتها زمن حكم مبارك الصباح إذ بلغت السفن بالكويت قرابة الثمانمائة سفينة. بعد اكتشاف النفط وبدء تصديره في منتصف القرن العشرين، شهدت مدينة الكويت وقراها نهضة عمرانية واسعة فكان ذلك نقطة تحول في تاريخ الكويت، حيث هدم سور مدينة الكويت واستوطن البدو الرحّل وتغير نمط البناء والحياة بشكل عام.
وعلى الرغم من أن الكويت حكمها 15 شيخا منذ عام 1716، فقد اتفق سكان الكويت آنذاك على أن يتولى صباح الأول الرئاسة وشؤون الحكم.، وحتى اليوم، إلا أن الشيخ مبارك الصباح (1896-1915) يُعتبر المؤسس الحقيقي والفعلي للدولة، وقد نص الدستور الكويتي في مادته الرابعة على أن جميع حكام الكويت من بعده هم من ذريته بأبنائه وأبناء أبنائه.

## التاريخ القديم

### العصر الحجري المتوسط
تعود هذه الفترة في الكويت إلى أكثر من 10,000 ق.م، تم العثور على موقع واحد فقط يدل على وجود هذه الفترة في منطقة برقان جنوب الكويت. في عام 1939 عثر هارولد ديكسون على صواني وكشاطات وشفرات حجرية ومدافن وحفريات في منطقة برقان يعود تاريخها إلى العصر الحجري المتوسط مابين 13,000 و 8000 ق.م. وأيضا عثر باحثين في الآثار على مثل هذه المناطق التي تدل على تواجد العصر الحجري المتوسط في باقي شرق شبه الجزيرة العربية. ومن غير الواضح ما إذا كانت هذه الشعوب منعزلة أم على تواصل مع بعضهم، لكن هيمنة الحجر المحلي المستخدم في صناعة الأدوات وغياب الحجر غير المحلي يوحي بأن الشعوب التي عاشت في منطقة برقان في فترة العصر الحجري المتوسط كان لديهم إكتفاء ذاتي.

### العصر الحجري الحديث

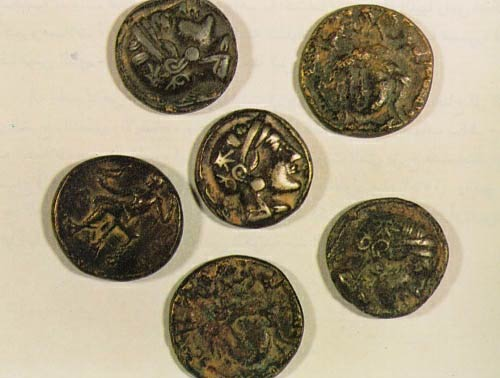
عملات أثرية عثر عليها في جزيرة فيلكا الكويتية.

بعد الفيضان الجليدي على حوض الخليج العربي، شكل الطمي من نهري دجلة والفرات دلتا كبيرة. «وكان الخليج العربي يمتد نحو الشمال أكثر من امتداده في الوقت الحالي بكثير، وبعدها امتلأ رأس الخليج بالطمي الذي حملته مياه نهري دجلة والفرات عبر الزمن، فقد كان مصب نهر دجلة أثناء العصر الحجري الحديث قريبا من سامراء، وكانت نهاية نهر الفرات قرب مدينة هيت في وسط العراق. وأن ما بعد ذلك من أراضي كانت مغمورة بالمياه». ذلك يعني أن المناطق الجنوبية للعراق قد تكونت من طمي النهرين، لذا فتعد من أخصب مناطق العراق. وكانت الأرض التي تقع عليها الكويت مفصولة عن وادي الرافدين بمياه الخليج، وجزء منها مغمور بالبحر، وليس بينهما اتصال بري. فأدى إلى إنشاء معظم الأراضي في الكويت الحالية وظهور الخطوط الساحلية الحالية. يعود تاريخ أقدم دليل على سكن الإنسان في الكويت إلى 8000 ق.م حيث تم العثور على أدوات حجرية مثل رؤوس سهام وأزاميل تعود إلى الحقبة الميزوليتية في برقان. وكانت الكويت خلال فترة العبيد (6500 ق.م) موقع مركزي للتفاعل بين شعوب بلاد الرافدين وشرقي الجزيرة العربية من العصر الحجري الحديث، مثل موقع بحرة 1 واتش 3 في الصبية. وكان سكان الكويت من العصر الحجري الحديث من أوائل التجار البحريين في العالم. تم اكتشاف أحد أقدم قوارب القصب في العالم في الموقع H3 الذي يعود تاريخه إلى فترة العبيد. وعثر على أدوات صوانية من العصر الحجري الحديث في الخيران والصليبخات.

### حضارة دلمون
وبدءًا من سنة 4000 ق.م إلى 2000 ق.م كان خليج الكويت موطنًا لحضارة دلمون. شملت دلمون الشدادية وعكاز وأم النمل وفيلكا. وقد ظهر دلمون لأول مرة في الألواح الطينية المسمارية السومرية التي يعود تاريخها إلى نهاية الألفية 4 ق.م، وجدت في معبد الإلهة إنانا في مدينة أوروك. تستخدم صفة دلمون لوصف نوع من الفؤوس ومسؤول واحد محدد؛ بالإضافة إلى قوائم حصص الصوف الصادرة للأشخاص المرتبطين بدلمون.
تم ذكر دلمون في رسالتين مؤرختين إلى عهد بورنا بورياش الثاني (حوالي 1370 ق.م) استخرجتا من نيبور، خلال سلالة كيشيون البابلية. وكانت تلك الرسائل من إيلي إيباشرا المسؤول الإقليمي في دلمون إلى صديقه إنليل كيديني في بلاد الرافدين. الأسماء المشار إليها بالأكدية.
هناك أدلة أدبية وأثرية على التجارة الواسعة بين بلاد ما بين النهرين القديمة وحضارة وادي السند (ربما تم تحديدها بشكل صحيح مع الأرض المسماة بالأكادية ملوخا). من الواضح أن انطباعات الأختام الطينية من مدينة وادي السند في هارابا قد استخدمت لقفل رزم البضائع، حيث ظهرت أختام الطين على علامات الحبل أو الأكياس على الجانب الخلفي. وقد ظهر عدد من أختام وادي السند في أور ومواقع بلاد ما بين النهرين الأخرى.
إن أنواع الأختام المدموغة الدائرية (وليست المطوية) معروفة من دلمون، وظهرت في لوتهال في كجرات وفي الهند وفيلكا، وكذلك في وسط بلاد الرافدين، هي تأكيد مقنع للتجارة البحرية لمسافات طويلة. ما كانت تتألف منه التجارة أقل شهرة: هي الأشجار والأخشاب الثمينة والعاج واللازورد والذهب والسلع الفاخرة مثل العقيق والخرز المصقول، واللؤلؤ من الخليج العربي والأصداف والعظام المطعمة، من بين البضائع المرسلة إلى بلاد الرافدين مقابل الفضة والقصدير والمنسوجات الصوفية وزيت الزيتون والحبوب. سبائك النحاس من عمان والبيتومين التي ظهرت بشكل طبيعي في بلاد الرافدين ربما تم استبدالها بالمنسوجات القطنية والطيور المحلية، وهي منتجات رئيسية من منطقة السند ليست موطنها بلاد الرافدين. وقد عثر على مثيلات لكل تلك السلع التجارية. تظهر أهمية هذه التجارة من خلال حقيقة أن الأوزان والمقاييس المستخدمة في دلمون كانت في الواقع مطابقة لتلك المستخدمة في نهر السند، ولكنها تختلف عن المستخدمة في جنوب بلاد الرافدين.
وثائق التجارة في بلاد الرافدين وقوائم البضائع والنقوش الرسمية التي تذكر أختام ملوخا مضافة بالهارابانية والاكتشافات الأثرية. تعود الإشارات الأدبية إلى تجارة ملوخا إلى الإمبراطورية الأكادية وسلالة أور الثالثة وحقبة إيسن-لارسا (2350-1800 ق.م)، ولكن من المحتمل أن تكون التجارة قد بدأت منذ عصر فجر السلالات (2600 ق.م). ربما تكون بعض سفن ملوخا قد أبحرت مباشرة إلى موانئ العراق، ولكن دلمون احتكرت التجارة في فترة إيسن-لارسا.

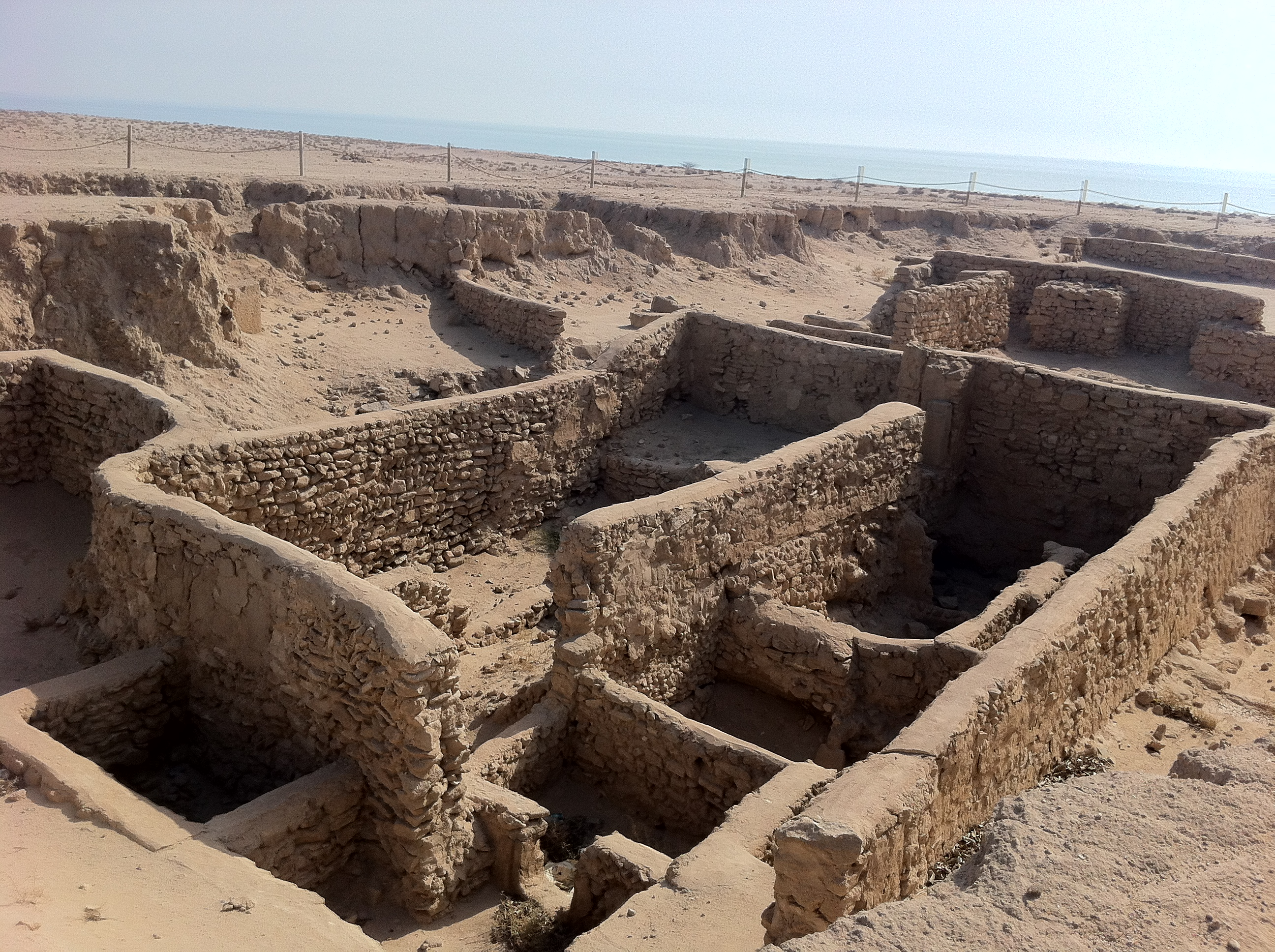
آثار جزيرة فيلكا

ويوجد نقش آخر على ختم عثر عليه في فيلكا يعود حوالي سنة 1650 ق.م، ويحفظ اسم الملك. وبه نص قصير يقول: [لا] 'لا بانيبا ابنة سومو ليل خادم إنزاك من أغاروم. من الواضح أن سومو ليل كان ثالث ملوك دلمون ينتمون إلى حوالي هذه الفترة. كان خادم إنزاك من أغاروم لقب الملك في دلمون. وأسماء هؤلاء الحكام اللاحقين هي أسماء أموريّة.
على الرغم من إجماع العلماء على أن دلمون القديمة تضم ثلاثة مواقع حديثة - الساحل الشرقي لشبه الجزيرة العربية من محيط الكويت الحديثة إلى جزيرة البحرين؛ ومعها جزيرة فيلكا بالكويت - أخذ القليل من الباحثين في الاعتبار اختلافًا جذريًا في الجغرافيا للحوض الذي يمثله الخليج العربي قبل أن تغمره المياه مع ارتفاع مستوى سطح البحر حوالي 6000 ق.م. كانت فيلكا خلال عصر دلمون (من حوالي 3000 ق.م) تُعرف باسم أغاروم أرض إنزاك، وهو إله عظيم في حضارة دلمون وفقًا للنصوص المسمارية السومرية الموجودة في الجزيرة. وخلال العصر البابلي الحديث جرى تحديد إنزاك مع نابو إله محو الأمية في العراق القديم والفنون العقلانية والكتابة والحكمة. أصبحت فيلكا كونها جزء من دلمون مركزًا للحضارة من نهاية الألفية 3 إلى منتصف الألفية 1 ق.م. وبدأ السكن فيها بعد سنة 2000 ق.م بعدما انخفض مستوى سطح البحر.
بعد حضارة دلمون سكن فيلكا كيشيو العراق القديم، وكانت رسميًا تحت سيطرة سلالة بابل الكيشية. تشير الدراسات إلى أن آثار الاستيطان البشري التي عثر عليها في فيلكا يعود تاريخها من نهاية الألفية الثالثة ق.م، وتمتد حتى القرن العشرين ميلادي. وارتبطت العديد من القطع الأثرية الموجودة في فيلكا بحضارات بلاد الرافدين ويبدو أنها تُظهر أن فيلكا انجذبت تدريجياً نحو الحضارة الموجودة في أنطاكية.
خلال حكم نبوخذ نصر الثاني كان جون الكويت تحت السيطرة البابلية. تشير الوثائق المسمارية التي عثر عليها في فيلكا إلى وجود بابليين بين سكان الجزيرة. كان الملوك البابليون موجودين في فيلكا في فترة الإمبراطورية البابلية الحديثة، وكان لدى نبو نيد حاكمًا في فيلكا، ولدى نبوخذ نصر الثاني قصر ومعبد في الجزيرة. احتوت فيلكا أيضًا على معابد مخصصة لعبادة شمش، وهو إله الشمس في العراق القديم في البانتيون البابلي.
لا تزال معظم الكويت الحالية غير مستكشفة من الناحية الأثرية. وعلى الرغم من عدم وجود إجماع علمي، إلا أن العديد من علماء الآثار والجيولوجيين المشهورين اقترحوا أن الكويت ربما كانت الموقع الأصلي لنهر بيشون الذي يسقي جنة عدن. وقال جوريس زارينس أن جنة عدن كانت تقع على رأس الخليج العربي (الكويت حاليًا) حيث يصب نهرا دجلة والفرات في البحر، ومن خلال بحثه في هذه المنطقة باستخدام معلومات من العديد من المصادر المختلفة، مثل صور لاندسات الفضائية. وقد أيد جيمس سوير من المركز الأمريكي للأبحاث الشرقية اقتراحه بشأن نهر بيشون. قدم سوير حجة من الجيولوجيا والتاريخ بأن نهر بيشون هو نهر في الكويت قديم وجاف الآن. وبمساعدة صور الأقمار الصناعية تتبع فاروق الباز القناة الجافة من الكويت حتى وادي الباطن.

### حضارة الرافدين
استقر سكان بلاد الرافدين لأول مرة في جزيرة فيلكا حوالي 2000 ق.م. كان التجار من مدينة أور السومرية يسكنون فيلكا ويديرون نشاطًا تجاريًا. وكان في الجزيرة العديد من المباني على طراز بلاد الرافدين النموذجية لتلك الموجودة في العراق والتي يعود تاريخها إلى حوالي 2000 ق.م.

### الإغريق

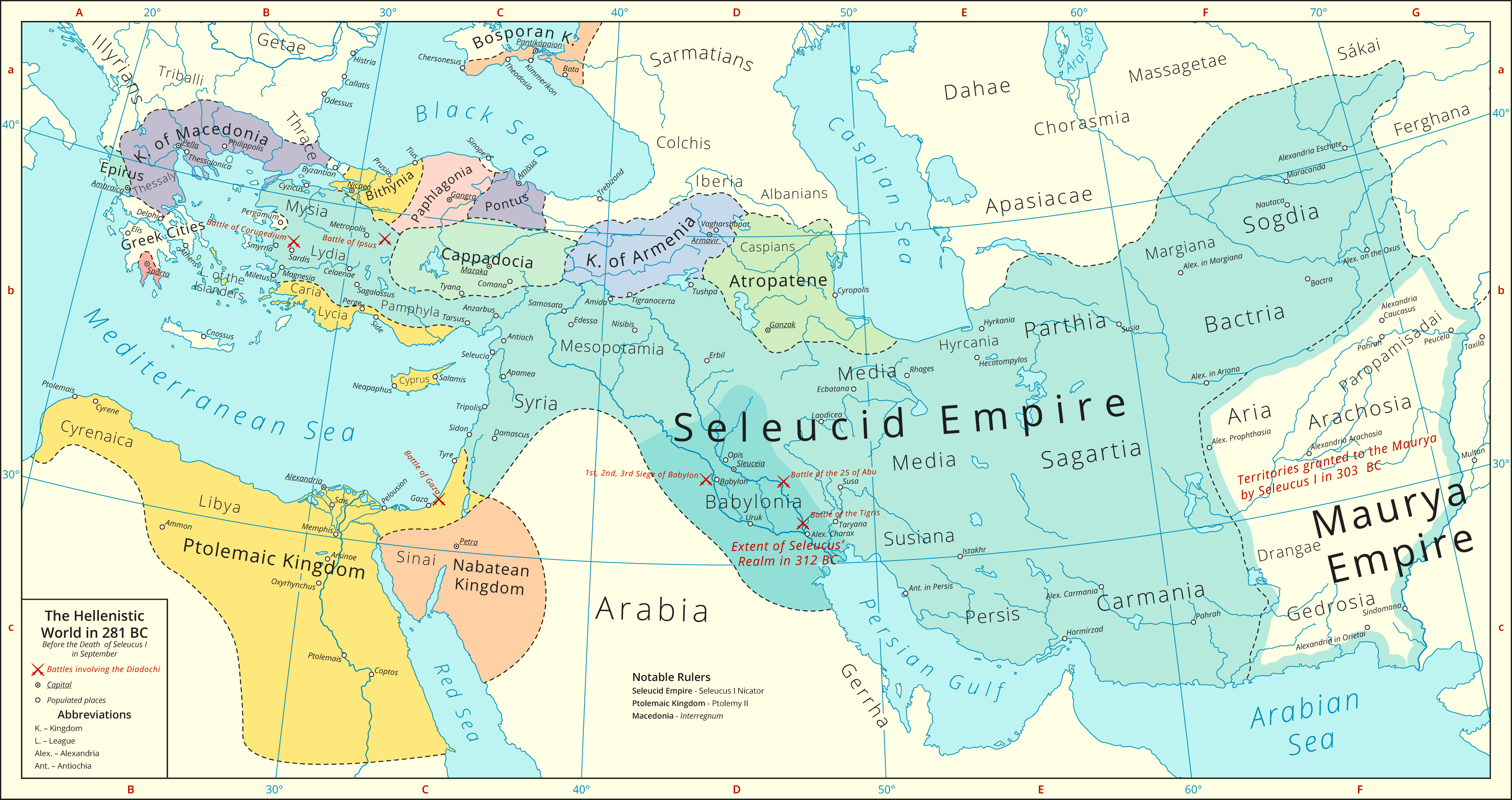
الإمبراطورية السلوقية في أقصى امتدادها.

بعد أن هجرها أهلها لسبعة قرون تقريبًا، بدأ إعادة التوطين في خليج الكويت خلال الفترة الأخمينية (حوالي 550-330 ق.م). وفي القرن الرابع ق.م استوطن الإغريق القدماء في خليج الكويت تحت حكم الإسكندر الأكبر وأطلقوا على البر الرئيسي للكويت اسم لاريسا وسميت فيلكا إيكاروس.
ووفقًا لسترابو وآريانوس فإن إسكندر المقدوني بعد عودته من حملته الهندية إلى بلاد فارس أمر بتسمية الجزيرة باسم إيكاروس نسبةً إلى جزيرة إيكاروس في بحر إيجه. ومن المحتمل أن يكون هذا هو التهجين للاسم المحلي أكار (الآرامية كي آر) المشتق من «أغاروم» الاسم الجغرافي القديم لها في العصر البرونزي. اقتراح آخر هو أن اسم إيكاروس تأثر بمعبد إي-كارا المحلي المخصص لإله شمش البابلي. وآوت كل من فيلكا وإيكاروس اليونانية عبدة الثيران مما جعل تطابق الهوية أكثر إغراءً. واسم إيكاروس هو أيضًا اسم المدينة الموجودة في فيلكا.
خلال العصر الهلنستي كان هناك معبد لأرتميس على الجزيرة. فكانت الحيوانات البرية في الجزيرة مخصصة للإلهة ولا ينبغي لأحد أن يؤذيها. وكتب سترابو أنه يوجد على الجزيرة معبد لأبولو وأوراكل لأرتميس (توروبولوس) (μαντεῖον Ταυροπόλου). وذكر الجزيرة أيضًا ستيفانوس البيزنطي وبطليموس.
وقد شملت بقايا المستوطنة حصنًا هلنستيًا كبيرًا ومعبدين يونانيين. وتعد فيلكا مركزًا تجاريًا (إمبوريوم) لمملكة ميسان. كما تم اكتشاف بقايا أثرية من الاستعمار اليوناني في عكاز وأم النمل والصبية. وفي القلعة الهلنستية في فيلكا مثلت الخنازير 20% من مجموع السكان، ولكن لم يعثر على أي بقايا لخنازير في عكاز المجاورة.
كان نيارخوس على الأرجح أول يوناني استكشف فيلكا. وجرت زيارة الجزيرة وتفتيشها من قبل أركياس وأندروستينيس من ثاسوس وهيرو خلال ثلاث بعثات استكشافية أمر بها الإسكندر الأكبر سنة 324 ق.م. ربما تم تحصين فيلكا واستقرارها في أيام سلوقس الأول أو أنطيوخوس الأول.
وكان مصب نهر الفرات في زمن الإسكندر الأكبر يقع في شمال الكويت. بحيث يتدفق مباشرة إلى الخليج العربي عبر خور الصبية التي كانت قناة نهرية في ذلك الوقت. وكانت فيلكا على بعد 15 كيلومترًا من مصب نهر الفرات. ولكن ما إن حل القرن الأول قبل الميلاد حتى جفت قناة خور الصبية.

### الحكم الفارسي

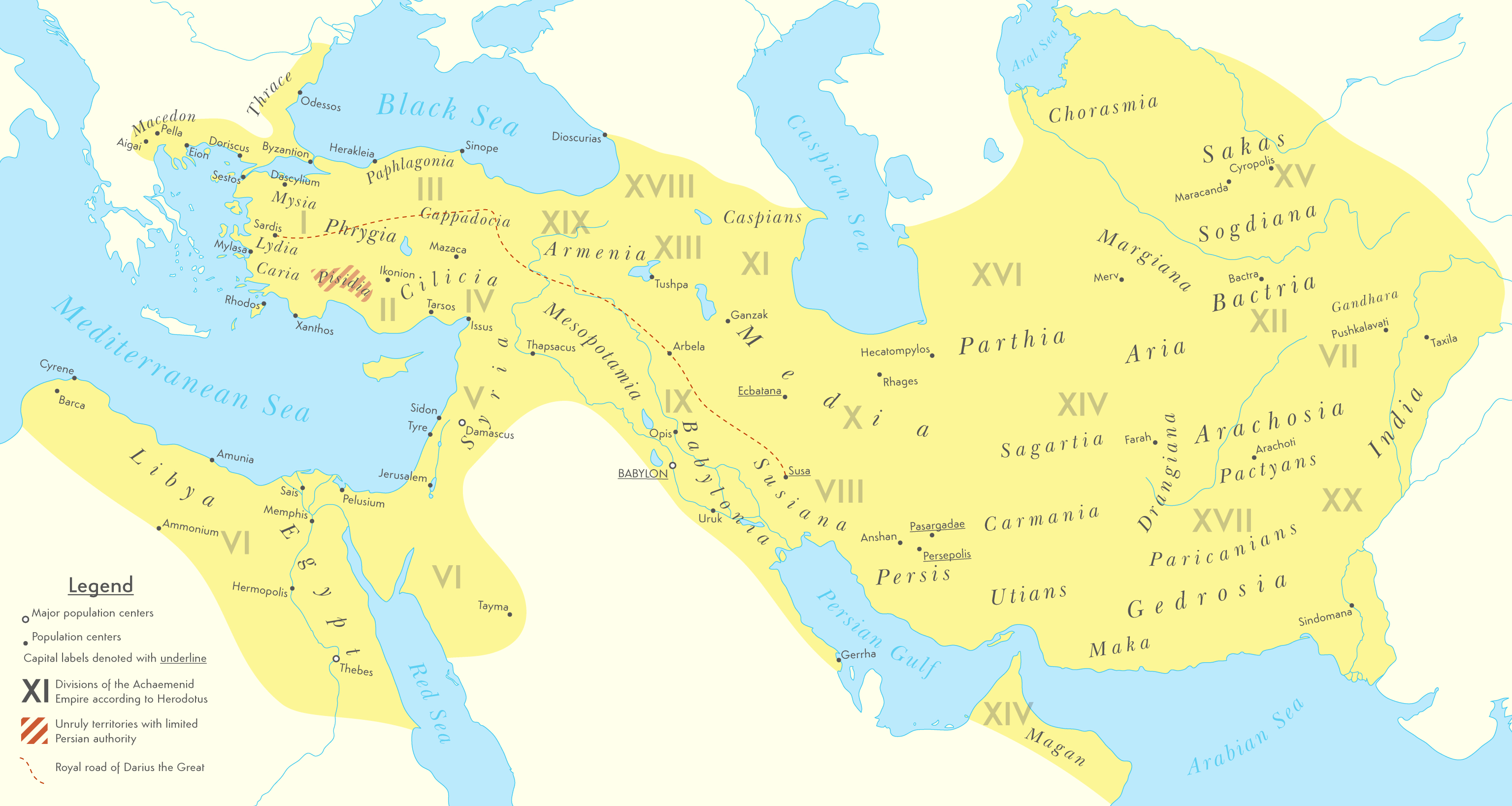
الإمبراطورية الإخمينية في أقصى امتداد لها.

خلال الفترة الأخمينية (حوالي 550-330 ق.م) جرى إعادة توطين في خليج الكويت. كانت فيلكا تحت السيطرة الأخمينية كما يتضح من الاكتشاف الأثري للطبقات. وهناك نقوش آرامية تشهد على وجودهم.
وفي سنة 127 ق.م، أضحت الكويت جزءًا من الإمبراطورية البارثية وتم إنشاء مملكة ميسان وضمت تريدون في الكويت حاليًا. وتمركزت ميسان في المنطقة التي تشمل جنوب بلاد العراق القديم، واكتشفت عملات معدنية لميسان في عكاز وأم النمل وفيلكا. وتوجد محطة تجارية مزدحمة من العصر البارثي في الكويت.
كان أول ذكر مسجل للكويت في 150 م في أطروحة الجغرافيا للعالم اليوناني بطليموس. ذكر بطليموس خليج الكويت باسم هييروس كولبوس (ساكر سينوس في النسخ اللاتينية).
وفي سنة 224 م أصبحت الكويت جزءًا من الإمبراطورية الساسانية، حيث كانت تعرف في ذلك الوقت باسم ميشان، وهو الاسم البديل لمملكة ميسان أو خاركس. وتم اكتشاف مستوطنات ساسانية حديثة في فيلكا. وكانت عكاز موقعًا للبارثيون والساسانيون؛ وقد اكتشف أثر لبرج الصمت للديانة الساسانية في شمال عكاز. وظهر في بوبيان آثار على حقب ساسانية من الوجود البشري كما يتضح من الاكتشاف الأخير لشقوف جرار محروقة في العديد من تلال الشواطئ البارزة.

### المناذرة
كانت الكويت وبالذات كاظمة تحت سيطرة مملكة الحيرة في العراق. وفي فترة الجاهلية والقرنين الأول والثاني هجري كان غالبية سكان تلك المنطقة من إقليم البحرين واليمامة وبالأخص الكويت هم من قبيلة تميم وخصوصًا فروع بني دارم وبني سعد ويربوع والحرماز ومازن وعدي، وتليها قبيلة بكر بن وائل وخاصة فرعي بني شيبان وقيس بن ثعلبة. وهناك إشارات إلى وجود بني ضبة جنوب أرض الكويت، حيث الدو والمنقاش والمنقاشية (المناقيش الآن). وتغلب على تميم البداوة وأغلبهم يدين بالوثنية ومعبودهم ود، أما بكر بن وائل فربما مثّل عندهم التحضر بدرجة أكير من تميم ودان الكثير منهم بالمسيحية. وجرت معارك لهاتين القبيلتين مثل يوم واره الأول بين المنذر بن ماء السماء وقبيلة بكر بن وائل حيث قاتلهم وهزمهم بالقرب من جبل واره، والمعركة الثانية هي يوم واره الثاني، وكانت بعدما أعلنت قبيلة تميم العصيان على عمرو بن هند ملك الحيرة، فقاتلهم وهزمهم بالقرب من جبل واره. وأيضا من المعارك: يوم الصليب بين تميم والساسانيون، ويوم فلج بين تميم وبكر بن وائل. أما سكان جزيرة فيلكا، فلم يكن واضحًا انتمائهم العرقي في تلك الفترة، ولكن من خلال الأدلة الأثرية التي وجدها الآثاريون يمكن معرفة درجة تمدن سكانها وانتمائهم الديني، وهو كما يبدو مسيحي نسطوري تركز في وسط الجزيرة وشمالها.

## التاريخ الإسلامي

### الفترة النسطورية المسيحية
استمرت المستوطنات المسيحية النسطورية في خليج الكويت من القرن الخامس حتى القرن التاسع. كشفت الحفريات عن العديد من المزارع والقرى وكنيستين كبيرتين يرجع تاريخهما إلى القرنين الخامس والسادس. ويقوم علماء الآثار حاليًا بالتنقيب في المواقع المجاورة لفهم كيفية انتشار النسطورية في المستوطنات التي ازدهرت في القرنين 8-9 م. هناك تقليد قديم لجزيرة فيلكا هو أن المجتمع ينشأ في حالة تصوف ونسك مسيحي. ولكن في النهاية هُجرت تلك المزارع الصغيرة والقرى. ووقعت أجزاء من الكويت تحت حكم الإمبراطورية الرومانية. وقد عثر على بقايا كنائس نسطورية من العصر البيزنطي في عكاز والقصور. يمكن تأريخ الفخار في موقع القصور من النصف الأول من القرن السابع حتى القرن التاسع.

### من القرن 7 إلى القرن 15

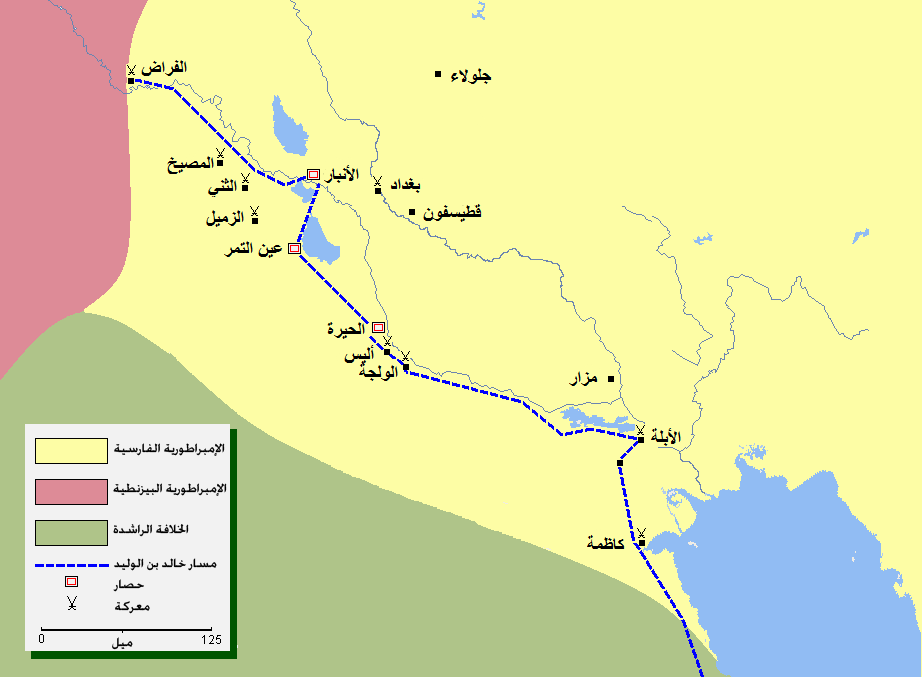
موقع معركة ذات السلاسل في كاظمة بالكويت

وفي سنة 12 هـ وقعت معركة ذات السلاسل بين جيش خالد بن الوليد والجيش الساساني بقيادة هرمز في منطقة كاظمة شمال الكويت. وقد مني الفرس بهزيمة قاسية مكنت المسلمين من التمدد نحو العراق وفارس.
وفي بداية العصر الإسلامي كان خليج الكويت منفذًا لمدينة كاظمة ومينائها. وذكرت المصادر العربية في العصور الوسطى على عدة إشارات إلى خليج الكويت. حيث كانت كاظمة بمثابة ميناء تجاري ومكان لاستراحة الحجاج في طريقهم من العراق إلى الحجاز. واشتهر خليج الكويت في أوائل العصر الإسلامي بأنها منطقة خصبة. كانت مدينة كاظمة محطة للقوافل القادمة من بلاد فارس وسواد العراق في طريقها إلى شبه الجزيرة العربية. وقد كانت في فترة من التاريخ الجاهلي وبداية التاريخ الإسلامي سكنًا لبعض القبائل العربية مثل قبيلة إياد وبكر بن وائل، وولد فيها الشاعر المعروف الفرزدق وسكن وتوفي فيها.
اكتُشِفت مستوطنات إسلامية مبكرة إلى متأخرة في الصبية وعكاز وخريب الدشت وأم العيش والروضتين والقصور وأم النمل ومسكان والجانب الكويتي من وادي الباطن. كما كان هناك أدلة أثرية على فترات إسلامية مبكرة للوجود البشري في بوبيان. وذكر الأزهري أن قبيلة هوازن سكنت منطقة الدو وهي الدبدبة حاليا في القرن 4 هجري/10 ميلادي وذكر أيضا قبيلة تميم وبنو أسد، وبعدها بقرنين أي 6 هجري/12 ميلادي تحدث الإدريسي عن قبيلة بني عامر (ويعودون إلى هوازن) بأنهم سكان المنطقة الواقعة بين البصرة والقطيف، وانهم كانوا يسكنون الأخصاص أي الأعشاش. وقد حكم القرامطة شرق الجزيرة في الفترة من نهاية القرن 9م إلى نهاية القرن 11م حيث دخلت منطقة الكويت مع جزء كبير من شبه الجزيرة العربية في حكمهم، وبعد اضمحلالهم نشأت مجموعة من الإمارات المحلية ذات الصفة القبلية التي استمرت إلى نهاية القرن 15 ميلادي. وكان ميناء كاظمة على ساحل الكويت يؤدي في تلك الفترة وظيفة البوابة البحرية لشرقي الجزيرة العربية. وتعد المنطقة التي تقع عليها الكويت إبان تلك العصور من مناطق إقليم البحرين، وكانت تعرف باسم «كاظمة البحار».
وتعرضت الكويت لنفوذ مملكة هرمز لمدة مئتي عام في القرنين 14 و15 قبل أن يستولي البرتغاليون عليها سنة 1507م وبالتالي انتقل حكم كاظمة والقرين إليهم لفترة من الوقت.

## العصر الحديث

### البرتغاليون وبنو خالد

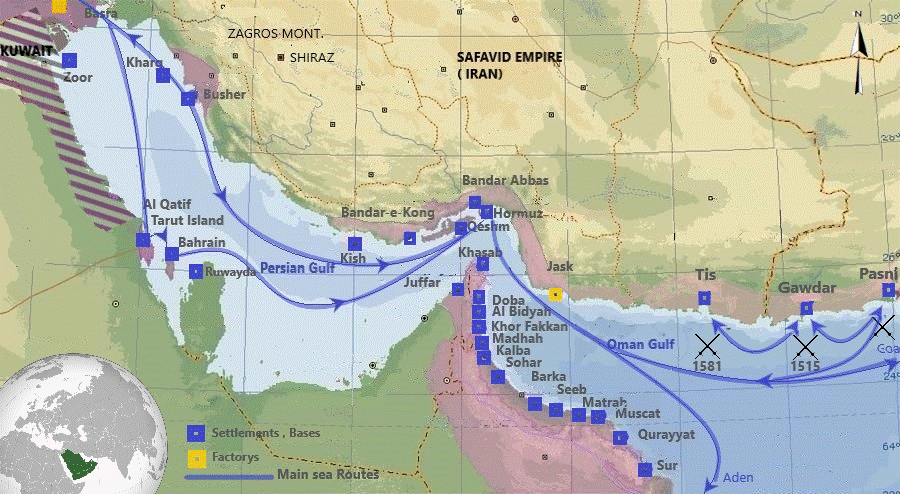
المستعمرات البرتغالية في الخليج وبحر العرب وتظهر جزبرة فيلكا وهي إحدى المحطات البرتغالية.

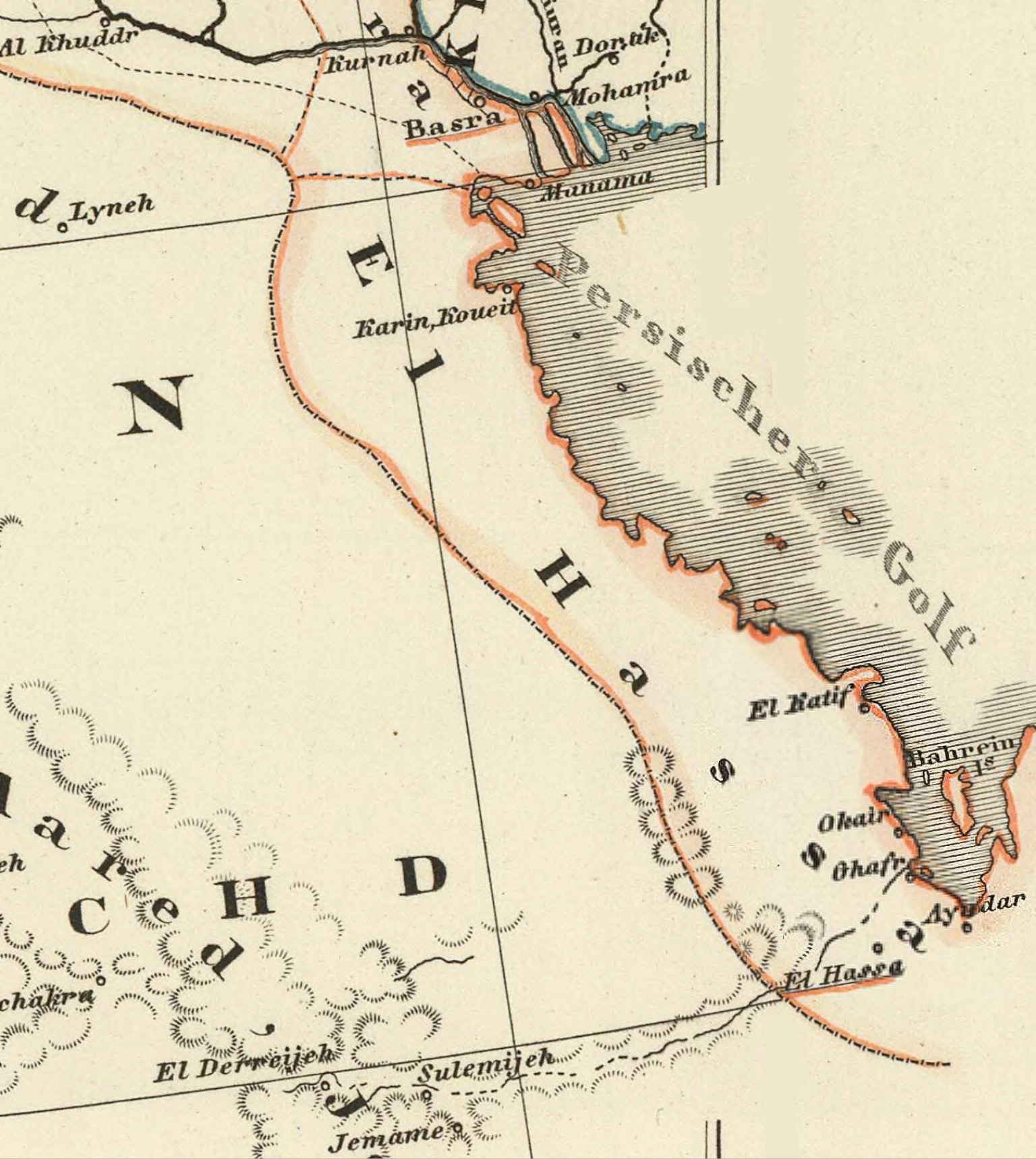
إيالة الإحساء العثمانية.

يعود أول استقرار سياسي منظم في الساحل الغربي من الخليج العربي (الكويت والإحساء والمناطق المجاورة) إلى بني جبر بعد استقلالهم عن مملكة هرمز بداية القرن 15، واستطاعوا مد نفوذهم حتى عمان والبحرين، إلا أن النزاعات الداخلية فككت سلطتهم، وتمكن الأمير راشد بن مغامس آل فضل زعيم المنتفق من مد سيطرته من البصرة إلى الإحساء والقطيف، حيث استمر حكم آل فضل قرابة 25 سنة (1525-1551)، ثم جاء العثمانيون فانتزعوا الإحساء منهم بعد أن سيطروا على البصرة، حيث أسسوا إيالة الأحساء أو الحسا، وامتدادها من جنوب إيالة البصرة حتى حدود قطر. واستمر حكمهم المتقطع على الإحساء والقطيف حتى سنة 1671، أي لمدة 121 عامًا، وكان حكمهم في تلك الإيالة ضعيفًا، حيث واجهوا صعوبات اقتصادية وتموينية في تلك المنطقة كونها نائية عن مركز الخلافة، وكذلك التحرش البرتغالي في المنطقة، بالإضافة إلى الثورات المتكررة من القبائل بسبب سوء الإدارة، وتمرد الحاميات العثمانية نفسها وانضمامها إلى الثوار أحيانًا ولعل أشهر تلك الثورات وأطولها كانت ثورة سعدون آل حميد زعيم قبيلة بني خالد التي اندلعت 967هـ/1560م بعد هزيمة مصطفى باشا فروخ والي الاحساء المذلة في حصار البحرين وموته، واستمرت ثورته إلى سنة 1003هـ/1595م عندما انقطعت أخباره من الوثائق العثمانية. وكانت تلك الثورة في مد وجزر، بحيث وصلت في أقصاها إلى حدود البصرة، وكانت علاقته مع الدولة العثمانية متغيرة، فكلما ازدادت قوة الوالي العثماني على الأحساء ضعف التمرد والعكس صحيح. ثم اندلع نزاع بين العثمانيين ووالي البصرة حسين أفراسياب الذي يحكم إيالة الحسا أيضا بدءًا من سنة 1076هـ/1665م مما أضعف قبضة العثمانيين في الإحساء، فاستغل ذلك براك بن غرير زعيم بني خالد، فسيطر على المنطقة بعد إخراجه القوات العثمانية مؤسسًا دولته الأولى سنة1077هـ/1667م وقيل سنة 1080هـ/1669م وقيل سنة1080هـ/1670م ومن بعدها أصبح زعماء بني خالد يحكمون سيطرتهم على القرى والمراكز الصغيرة إضافة إلى القبائل المتفرقة في المنطقة، بدءا من قطر جنوبًا التي كان يحكمها آل مسلم الخوالد إلى البصرة شمالًا حيث عين العثمانيون بعض الزعماء الخوالد على عدد من ألويتها.
وقد انتهج بنو خالد إقامة مراكز تموينية ثابتة لهم في أطراف مناطق نفوذهم، والكويت كانت إحدى مراكزهم التموينية التي أنشئوها. وكان ذلك في القرن 17 ولكن ليس هناك مصادر تؤكد تاريخ نشأة الكويت قبل 1645م عندما أشارت بعض الخرائط الغربية إلى اسم الكويت في هذا الموقع، وأول مخطوطة حقيقية لمنطقة الكويت أنتجت في البرتغال سنة 1563م وذكرت أسماء بعض الجزر والمناطق في الكويت.
وعندما حاول العمانيين التخلص من النفوذ البرتغالي وطردهم منها، أرسل أهالي قريتي القرين وكاظمة سنة 1649م سفنا وسلاحا وأموالا إلى سلطان عمان ناصر بن مرشد اليعربي لمعاونته في تلك الحروب.

## تأسيس مدينة الكويت

### اصل الاسم

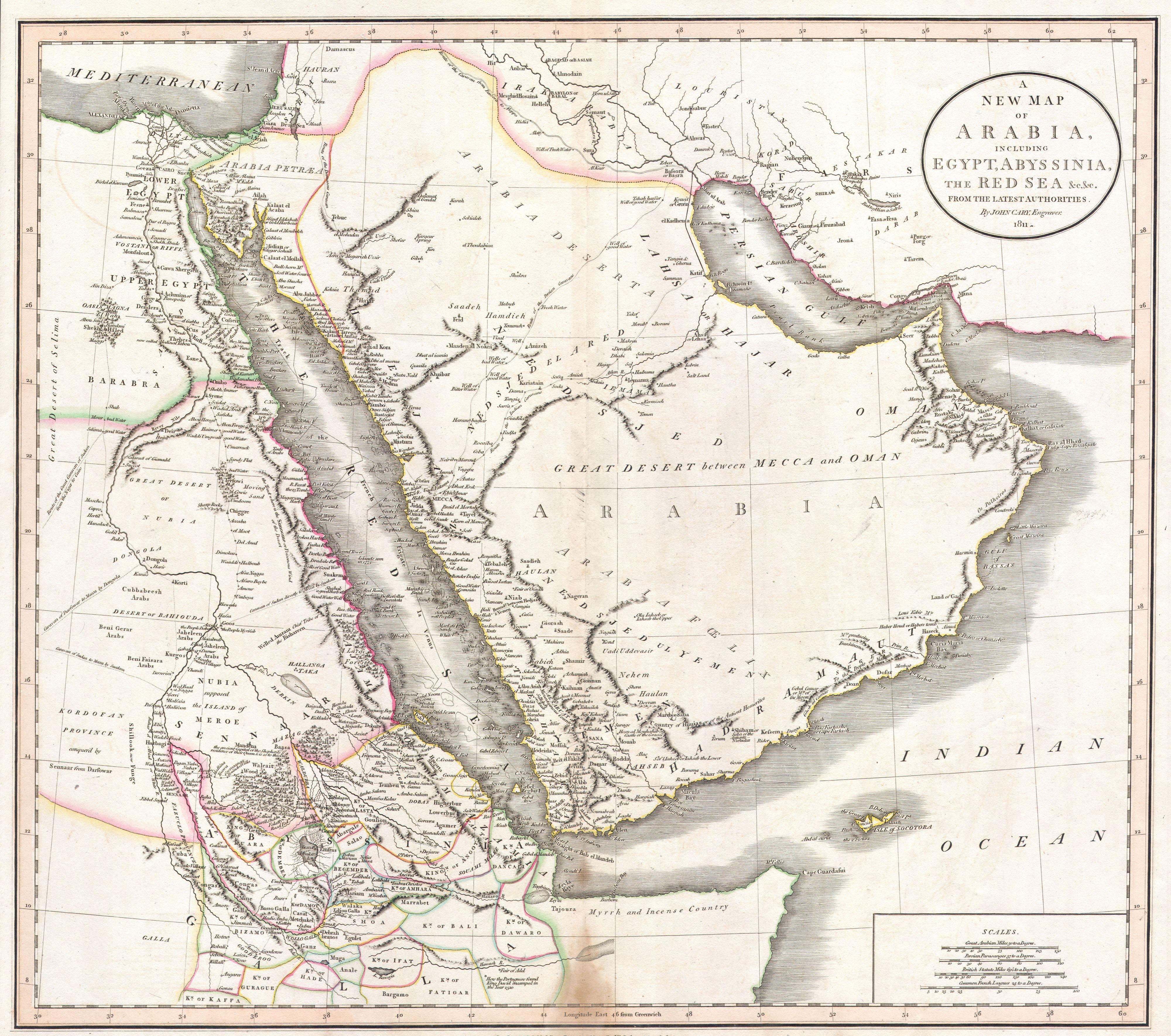
خارطة لرسام الخرائط الإنجليزي جون كيري عام 1811 تظهر فيها الكويت تحت اسمي القرين والكويت

كانت مدينة الكويت تعرف منذ أوائل القرن السابع عشر بالقرين ثم طغى اسم الكويت، وتسمية «القرين» و«الكويت» هي تصغير من «قرن» و«كوت»، والقرن يعني التل أو الأرض العالية، وأما الكوت فهي القلعة أو الحصن، ومعناه البيت المبني على هيئة قلعة أو حصن بجانب الماء. وشاع استعمال تلك الكلمة في نجد والعراق وعربستان. وقيل أن قرين هي تصغير لكلمة قرن حيث أن ميناء الكويت أو ساحل الكويت ينحني في اتجاه دائري مكونا ما يشبه القرن.
لا يعرف على وجه التحديد تأثيل كلمة «كوت» إلا أن هناك من يرى أنها من أصل بابلي، حيث كان للبابليين مدينة تدعى كوت. وقد ورد ذكر هذه المدينة في الإنجيل بالعهد القديم في سفر الملوك الثاني، الإصحاح 17 أية 24 ما نصه «وأتى ملك آشور من بابل وكوت وعوا وحماه». وهناك من يرجع أصل الكلمة إلى اللغة الهندية حيث توجد مدينة «كال كوت» بالهند والتي تعني «قلعة كال» فيما يرجعها البعض إلى اللغة العربية حيث يحتمل أنها محرفة من كلمة قوت العربية بحيث يكون الكوت هو مخزن الأقوات بقلب حرف القاف إلى كاف ويرى أخرون أن أصل الكلمة يرجع للغة الفارسية. والبعض الآخر يرى أن أصل الكلمة يرجع للغة البرتغالية.
وكلمة الكوت تطلق على البيت المربع المبني كالحصن أو القلعة، وتبنى حوله البيوت الصغيرة وتكون حقيرة بالنسبة لحجمه، ويكون هذا البيت مقصدا للسفن والبواخر ترسو عنده لتكمل منه ما ينقصها من الوقود والزاد وغيره من حاجات السفر. ولا تطلق كلمة الكوت إلا على مابني قريبا من الماء سواء كان بحرا أو نهرا أو بحيرة أو مستنقعا. وقد استعمل العرب هذه الكلمة وصرفوها تصريف الكلمات العربية من حيث التثنية والجمع والتصغير فيقال كوتان وأكوات وكويت للتصغير وكوتيّ نسبا.

### النشأة

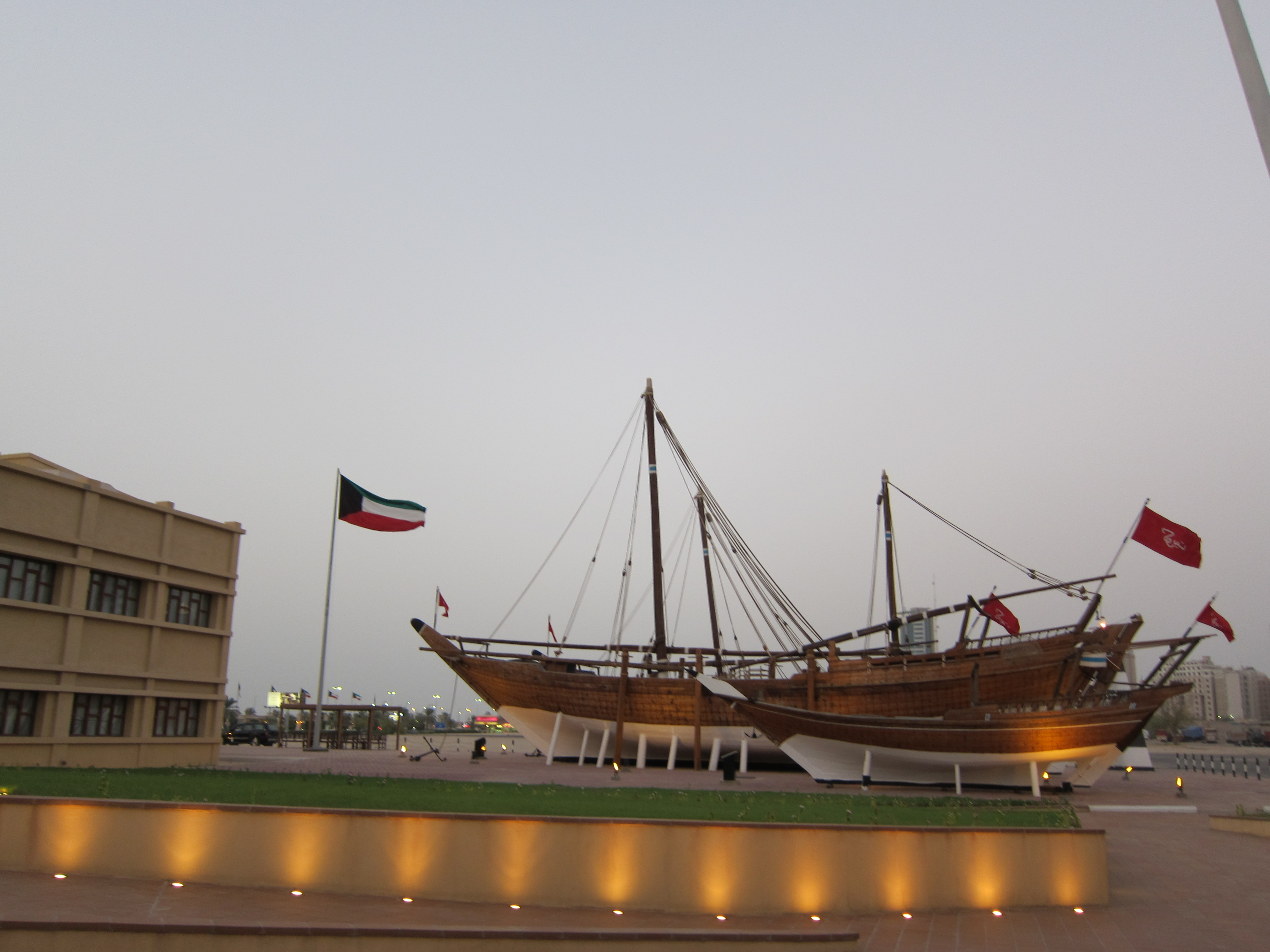

اختلف في تأريخ تأسيس الكويت، فهناك من ذكر أنه كان في سنة 1019 هـ / 1610 م، بينما حدده الشيخ مبارك بن صباح انه سنة 1022 هـ / 1613 م وذلك في خطاب إلى محسن باشا والي البصرة عندما سأله عن تأريخ تأسيس الكويت، بينما أشار آخرون بأنها أسست سنة 1070 هـ / 1660 م. وقيل أسست على يد براك بن غرير سنة 1080 هـ / 1670 م. ويعود اختلاف الآراء حول تاريخ التأسيس إلى أن هناك من اعتبر إقامة الأكواخ منشأ للتأسيس ومنهم من اعتبر أن تاريخ البناء بالطين هو المنشأ.
كانت الكويت، قبل أن يستخلص الأمير براك بن غرير أمير بني خالد الإحساء من الأتراك، ضمن الحدود الشمالية التابعة لإيالة الإحساء ويسمى أيضا سنجق الصحراء، ثم أصدر أمره بإنشاء قصر كبير في موقع ما في مدينة الكويت الحالية -ويرجح أنه كان قريبا من المستشفى الأمريكاني اليوم،- ليتخذه ملجأ لقواته على الحدود وليجعله مستودعا لذخيرته ومخزنا للتموين ليتزود منه إذا ما أراد القدوم إلى تلك المنطقة وعند غزواته شمالا جهة بادية العراق، أو ليكون مأوى لرعاته وأتباعه في المناطق القريبة وهناك من لا يستبعد أنه أعد ليكون مركزا لاستقبال الحجاج الإيرانيين ومن ثم نقلهم إلى مكة تحت حراسة بني خالد.
بعد تشييد ذلك الحصن أخذت بعض القبائل العربية وقسم من الساكنين في بر فارس يتوافدون إلى أطرافه، ثم شيدت حوله بعض البيوت الصغيرة. وقد تداعى قسم من أركان الحصن فأعيد بناؤه أصغر مما سبق فعبر عنه بالكويت تصغيرا لكلمة كوت. وذكر الرحالة الدمشقي مرتضى بن علوان الكويت عند عودته من الحج سنة 1120 هـ / 1709 م وأشار إليها بالاسم في قوله: «ودخلنا بلدا يقال له الكويت، وهي بلد تشبه الإحساء، إلا أنها دونها ولكن بعماراتها وأبراجها تشابهها، وأن الفاكهة والبطيخ يأتي من البصرة في كل يوم. وهذه الكويت اسمها القرين»، وأشار إلى أنه يسير بمحاذاة البحر باتجاه الكويت ثلاثة أيام وهو يرى المراكب تسايرهم لا تنقطع عن ميناء الكويت، وقال أن تلك البلدة يأتيها الحنطة وغيرها من البحر لأن أرضها لا تقبل الزراعة فيها، ولا يوجد بها من النخيل ولا غيره، ولكن أسعارها أرخص من الحسا لكثرة ما يأتيها من البصرة. وقد أضحت الكويت قرية ومركزا صغيرا لصيد الأسماك قبل مجيء العتوب إليها.

## هجرة العتوب
استوطنت الكويت قبائل العتوب الذين كانوا قد هاجروا من نجد في القرن السابع عشر الإحساء أولا ثم ارتحلوا إلى قرية الفريحة بالقرب من الزبارة في قطر مستجيرين بآل مسلم أمراء قطر ذلك الحين. وقد تمكنوا خلال تلك المدة من التفاعل مع بيئتهم الجديدة وترويض أنفسهم على ركوب البحر والغوص على اللؤلؤ ومشاركة غيرهم من أبناء الخليج في عمل النقل البحري (القطاعة) والغوص ومنافستهم على ذلك مما أثار عليهم حسد الآخرين، فما لبثوا غير قليل حتى توجس منهم آل مسلم خيفة فأخرجوهم منها، فركبوا سفنا شراعية وساروا عبر البحر سنة 1086 هـ/1676 م. وقد وصلوا البصرة سنة 1113 هـ/ 1701 م حيث استأذنوا والي البصرة العثماني للإقامة هناك. ثم بعدها بزمن وصلوا القرين جنوب الكويت ثم تفرقوا عنها سنة 1125 هـ / 1714م فمنهم من سكن الصبية ومنهم من سكن عبادان ومنهم من ظل بالمخراق قرب البصرة، أما آل الصباح وآل الخليفة والزايد والجلاهمة فقد استقروا في أم قصر قرب شط العرب، حيث امتهنوا صيد الأسماك وبناء السفن والملاحة فغدوا من امهر صناعها فيما بعد، بالإضافة إلى امتهانهم القرصنة وسلب القوافل التي تعبر الصحراء في طريقها إلى الغرب، مما حدا للعثمانيين أن أجلوهم منها فساروا جنوبا إلى الصبية، فلما علمت قبيلة الظفير بوجودهم في الصبية سارت لغزوهم، فعلموا بمجيئها إليهم فتركوا الصبية واتجهوا نحو الكويت.
الوصول إلى الكويت:
عند وصول العتوب الكويت استأذنوا بني خالد حكام الإحساء سنة 1127 هـ / 1715 م بالإقامة فيها فأذنوا لهم، فاستقروا فيها تحت حماية بني خالد حيث مارسوا التجارة وامتهنوا الغوص لجمع اللؤلؤ والتجارة البحرية من وإلى الهند، فازدهرت أعمالهم وتكاثر السكان في المدينة. وفي سنة 1129 هـ / 1716 م تحالف ثلاثة من أهم زعماء القبائل التي سكنت الكويت وهم صباح بن جابر بن سلمان بن أحمد وخليفة بن محمد وجابر بن رحمة العتبي رئيس الجلاهمة على أن يتولى صباح الرئاسة وشؤون الحكم وأن يتشاور معهم ويتولى خليفة شؤون المال والتجارة ويتولى جابر شؤون العمل في البحر وتقسم جميع الأرباح بينهم بالتساوي. ولكن ظل ذلك تحت الحكم الخالدي المباشر. وأشار وأردن أن حاكم الكويت 1128 هـ/1716 م يدعى سليمان بن أحمد. وإن رجح أبو حاكمة أن المقصود هو زعيم بني خالد سليمان آل حميد، ولكن كان في الكويت خلال تلك الفترة نائبا عن أخيه سعدون على تلك المنطقة.

## الوضع الإقليمي في النصف الأول من القرن 18
العراق:
تعرضت البصرة أوائل القرن لاحتلال من عشائر المنتفق حيث تمكن الشيخ مغامس بن مانع آل شبيب السعدون سنة 1117 هـ/ 1705 م من الاستيلاء عليها وطرد الوالي العثماني خليل باشا ومعه تابعه وابن عمه ناصر بن صقر آل شبيب. وظل يحكمها إلى أن طرده منها والي بغداد حسن باشا في شعبان 1120 هـ/ أكتوبر 1708 م، ثم ظهرت دولة المماليك في العراق سنة 1749م فحكموها حكمًا شبه مستقل عن العثمانيين.
نجد والإحساء:
وفي العشرينات من ذات القرن تعرضت قبيلة بني خالد لهزة وتوتر نتيجة وفاة سعدون بن محمد آل عريعر سنة 1135 هـ/1723 م حيث اقتتل أبناؤه مع بني عمومتهم، واستمرت تلك النزاعات حتى سنة 1142هـ/1735م عندما تولى سليمان بن محمد السلطة فاستقرت الأمور، وقد أصاب حكم بني خالد الضعف لبعض الوقت.
 وفي سنة 1136 هـ/1724 م أصاب أرض الجزيرة العربية في نجد واليمن قحط وجفاف، فتضررت الحياة الاقتصادية لتلك المنطقة حيث خربت مناطق وهلك الكثير من أبناء قبائل حرب والعمارات من عنزة وبني خالد، فسعى آل السعدون لمحاولة لجذب أغلب عشائر نجد نحو العراق، فاستجابت لهم عدة قبائل مثل: مطير والظفير وحرب وسبيع وقحطان وعتيبة.
ظهرت في نهاية النصف الأول للقرن الثامن عشر حركة الشيخ محمد بن عبد الوهاب بداية في العيينة، ولكن ما لبث أن أمر أمير بني خالد سليمان بن محمد أمير العيينة عثمان بن معمر بإخراج محمد بن عبد الوهاب منها سنة 1157 هـ / 1744 م، فخرج إلى الدرعية فاستقبله أميرها محمد بن سعود حيث بدآ بنشر المذهب الوهابي
الدولة العثمانية وفارس:
أما الدولة العثمانية فقد انشغلت بما يحدث من تداعيات انهيار للدولة الصفوية واكتساح الأفغان الغلزائي لهم سنة 1719 م، حيث استولوا على أصفهان سنة 1722 م، ثم قاموا بخلع الشاه حسين وأعدموه سنة 1726 م، فأنشأوا حكومة ظل صفوية (يمثلها شاه مجرد من السلطة) حتى سنة 1736 عندما ظهر نادر شاه مؤسس الدولة الأفشارية فطرد الأفغان ووحد بلاد فارس ثم توجه سنة 1140 هـ / 1733 م في محاولة فاشلة لاحتلال بغداد قبل أن يعلن نفسه شاها لفارس سنة 1143 هـ / 1736 م.
جنوب الجزيرة العربية:
حدثت طفرة هائلة في تجارة البن في لميناء المخا اليمني مع الأوروبيين بين 1720 و1730 ما بعد عصر الاستكشاف وبداية عصر الاستعمار، ولكن ما لبث أن خبا وهيجها بعد ذلك. وفي عمان حيث حكم اليعاربة وإمامها سيف بن سلطان الملقب بقيد الأرض وحروبه مع البرتغاليين على أشدها حتى وفاته 1123 هـ/ 1711 م فأكمل ابنه سلطان بن سيف المشوار بضم مستعمرات البرتغاليين في شرق أفريقيا وأخذ البحرين من الفرس سنة 1129 هـ/1717 م. ثم ما لبث ان توفي سنة 1131 هـ / 1719 م وبوفاته تعرضت عمان لحروب أهلية وضعف حتى انتهت دولة اليعاربة وظهور البوسعيديين سنة 1162 هـ/ 1749 م على يد الإمام أحمد بن سعيد.
الساحل المتصالح والخليج:
بدأت قوة القواسم بالظهور على يد زعيمهم رحمة بن مطر القاسمي منذ سنة 1134 هـ/1722 م ذلك باشتراكهم في نزاعات عمان الداخلية، واستمرت قوتهم قرن من الزمان. أما في الخليج فقد بدأ النفوذ الهولندي يتقلص بنقل وكالتهم من بندر عباس إلى البصرة سنة 1730 م، ولكن عادوا وفتحوها بعد أن قدموا مساعدات لنادر شاه في حملته إلى ساحل عمان سنة 1738 وفي محاولته قمع ثورة الملاحين العرب سنة 1740، وقد تمكنوا من احتلال جزيرة خرج سنة 1753 بفضل جهود البارون كنيبهاوزن ممثل شركة الهند الشرقية الهولندية، ولكن ما لبث أن انتهى نفوذهم بسقوط الجزيرة على يد الأمير مهنا بن نصر حاكم بندر ريق سنة 1765 فبدأ النفوذ الإنجليزي.

## حكم آل صباح
بعد أن تمكن العتوب من تعيين صباح بن جابر حاكما لهم، حاول أن يثبت مركزه فذهب إلى والي بغداد العثماني سنة 1717م لكي يوضح لهم بأنهم فقراء نزحوا في طلب العيش ولا يبغون ضرا بأحد، فنجح في ذلك ومنحه الوالي لقب قائمقام في 1130 هـ/1718 م. ولما شعر أمير الإحساء سعدون بن غرير بما يقوم به حاكم الكويت أرسل إليه طالبا المفاوضة معه، فأرسل ابنه عبد الله، فتم الاتفاق على: اعتراف أمير الحسا بحكم الشيخ صباح على الكويت، وأن لا تنضم الكويت إلى خصومه وأن تنفذ جميع أوامره وأوامر من سيأتي بعده. ولم يكن لصباح شهرة كبيرة قبل تسلمه شؤون المدينة، فوالده جابر مثلا لم يرد له ذكر في الروايات المعاصرة، وكذلك اسم صباح لم يرد في مذكرات الرحالة الأوروبيون الذين مروا بالمنطقة في وقت قريب من حكمه للكويت، على الرغم من أنهم أشاروا إلى الكويت واوضحوا بأنها تُحكم من قبل شيخ عربي.
لا يعرف الكثير عن حكمه سوى أنه سافر إلى جزيرة خرج مقر شركة الهند الشرقية الهولندية للتفاوض مع مديرها المدعو البارون كنيبهاوزن، ولكن لم يوفق لما أراد. وتذكر مصادر أن شيخ الكويت صباح بن جابر احتفظ بعلاقات ودية مع البارون. وفي سنة 1173 هـ / 1760 م جرى بناء أول سور حول مدينة الكويت، وطوله 750 متراً ليحمي المدينة بعد أن ضعف نفوذ بني خالد، فأضحت الكويت مهددة من الجنوب من سعود بن عبد العزيز ومن المنتفق شمالا. ويُقال أن السور الأول كان الكوت الموجود في الكويت.

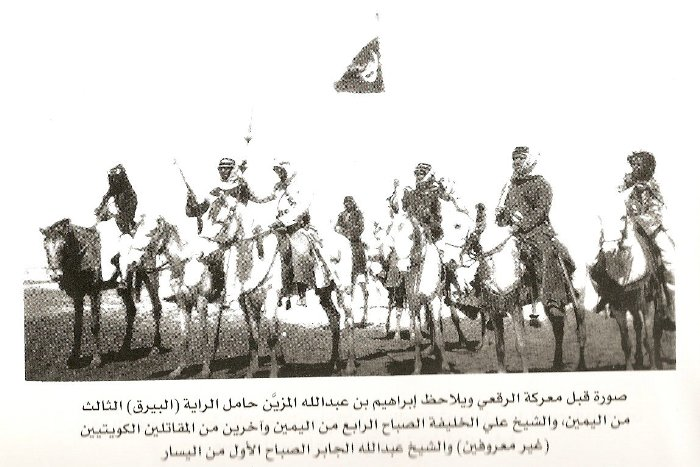
الشيخ عبد الله جابر الصباح يتقدم علي الخليفة الصباح وعلي السالم الصباح في معركة الرقعي.

بعد وفاة صباح بن جابر في 1762م استلم عبد الله أصغر أبنائه الحكم، فحكم لفترة طويلة استمرت حتى سنة 1812، وفي فترة حكمه تم رفع أول علم للإمارة وهو «العلم السليمي» وذلك لتمييز السفن الكويتية بعد أن أصبح للإمارة أسطول بحري. وفي تلك الفترة هاجرت جماعات من العتوب من الكويت إلى البحرين وسواحل قطر المقابلة لها حيث مغاصات اللؤلؤ. وأسسوا بلدة على الساحل الشمالي لقطر اسموها فريحة سنة 1166هـ/1753م. وفي سنة 1180هـ/1766م طلب محمد بن خليفة آل خليفة زعيم آل خليفة من الشيخ عبد الله أن يسمح له ولعشيرته آل خليفة بالانتقال من الكويت إلى الزبارة وأن يحله من الحلف مقابل التنازل عن نصيبه من الأرباح، وقد قوبل عرضه بالإيجاب فانتقلوا إليها، ثم تبعهم بعض من الجلاهمة. وقد سبب ذلك نقص في عدد السكان، غير أن القادمين إلى الكويت من شبه الجزيرة العربية ومن بعض أجزاء من الخليج في السنوات التالية قد عوض الكويت عن ذلك النقص في عدد السكان.
وفي 1775 قام الفرس باحتلال البصرة مما أدى لهجرة عدد كبير من تجارها إلى الكويت، التي بدأت تنمو مع تحول التجارة إليها، مما أدى لطمع قبيلة بني كعب فيها ومحاولة غزوها. فأرسلت في 1783 جيشًا لاحتلال الكويت، فاندلعت أولى معارك عتوب الكويت البحرية: معركة الرقة بالقرب من جزيرة فيلكا ضد بني كعب، وانتهت المعركة بانتصار الكويتيين. وفي مارس 1811 خاضت الكويت معركة خكيكرة مع البحرين بقيادة عبد الله آل خليفة وجابر الصباح من الكويت ضد حاكم الدمام رحمة بن جابر الجلهمي المدعوم من الوهابيين، حيث انتصرت البحرين والكويت. وفي عهد عبد الله بن صباح قام سعود بن عبد العزيز بمحاصرتها في إحدى غزواته لجنوبي العراق.

إحدى بوابات سور الكويت

بعد وفاة عبد الله بن صباح الأول في 1812 تسلم ابنه جابر الحكم، وفي 1815 تم بناء السور الثاني حول مدينة الكويت، ورمم سنة 1845م عندما عزم بندر السعدون – شيخ المنتفق – على غزو الكويت، وقد كان طول السور 2300 متراً، وفي رمضان 1236هـ/ يونيو 1821م وقع طاعون بالبحرين فأفنى خلقًا ثم توجه إلى القطيف فالإحساء فالبادية ثم وقع بساحل الكويت، وكان ذلك في شهر ذي القعدة وذي الحجة من نفس السنة.
واتفق جابر مع ممثل إبراهيم باشا -محمد أفندي- على تسهيل مرور القوافل والسفن المصرية التي قد تدعوها الحاجة إلى المرور بالكويت لنقل الأسلحة إلى ميناء القطيف في الأحساء حيث توجد قوات خورشيد باشا. وفي يونيو 1831م انتشر الطاعون في الكويت، فقضى على الآلاف من أهلها، وقد سميت تلك السنة سنة الطاعون.
وفي 1859 توفي جابر الصباح وتولى ابنه صباح الحكم، وفي عهده توسعت التجارة وكثرت أموال الكويت، وأراد أن يفرض رسوماً جمركيةً على البضائع الخارجة من البلاد فقال له تجار الكويت: «لا تجعل على أموالنا ما لم يجعله أبوك ولا جدك من قبل»، ولم يستطع إقناعهم، ولكنهم قالوا له: «ستكون أموالنا وقفاً على ما تحتاج إليه الكويت»، فوافقهم على ذلك. توفي في عام 1866م.
وقد كتب المقيم البريطاني لويس بيلي في تلك الفترة في مذكراته عن الكويت بأنها مدينة نظيفة ونشطة وذات سوق رئيسي كبير، وقدر سكانها بعشرين ألفا ومقاتليها بستة آلاف. ويرى بيللي أن بحارتها وعددهم أربعة آلاف شخص قد أصابوا سمعة طيبة وامتازوا بنقل البضائع المختلفة. وذكر أيضا أنهم يستوردون الخيل من قبائل نجد وخصوصا شمر وعنزة ويصدرونها إلى بومباي، وذكر أيضا أنهم يتعاملون بالتجارة مع قبيلة الظفير الذين يقيمون خيامهم حول الأسوار ويجتمعون صباحا عند البوابة الرئيسية لبيع ماعندهم، ولم يكن يسمح للبدو دخول المدينة مسلحين بل يتركون أسلحتهم عند البوابة ويدخلون ساعة ما يشاؤون. ويظهر الشيخ هناك يوميا ليراقب مجريات الأمور حيث يمسك بزمام الأمور وحفظ الأمن الداخلي ويحتفظ بعلاقات طيبة مع الأمير السعودي فيصل بن تركي ولكنه لا يدفع له زكاة ولا يتبعه بحال، إنما التبعية كانت للدولة العثمانية. والعملات المتداولة هي دولار ماريا تريزا وقران الفارسي والقرش التركي النحاسي، ويمكن رؤية بعض الجنيهات الإنجليزية.
بعد وفاة صباح جابر الصباح في عام 1866 تولى ابنه عبد الله بن صباح الصباح الحكم، وقد اشتهر باسم عبد الله الثاني الصباح، وفي عام 1867 حدث ما يعرف باسم سنة الهيلق، حيث عم الجوع الكويت، حيث أخذ الناس يأكلون بقايا الذبائح من شدة يأسهم، وقد استمروا على هذا الحال حتى عام 1870، وفي عام 1871 شهدت الكويت حادثة الطبعة، وقد كانت تسمى باسم طبعة أهل الكويت، لاختلافها عن الطبعات التي حدثت في دول الخليج في أعوام 1910، 1916، و1925، حيث غرقت العديد من السفن الكويتية بعد إعصار مدمر حدث في الطريق بين الهند وعمان. وفي عهد الشيخ عبد الله بن صباح رُفع العلم العثماني الأحمر في سنة 1871م على السفن الكويتية بدلاً من العلم السليمي بعد مضايقة مدحت باشا والي بغداد لهم ولأمور رآها الشيخ في صالحه وتعود عليه وعلى أهل بلدته بالخير من الإعفاء الجمركي والضرائب وعدم مصادرة ممتلكاتهم في البصرة والسيبة والفاو والزبير تعبيراً عن التبعية للخلافة العثمانية، وقد حصل عبد الله بن صباح على لقب قائمقام، وفي العام نفسه قام بمساعدة الدولة العثمانية على السيطرة على إقليم الإحساء، حيث تولى قيادة ثمانين سفينة بالإضافة إلى تسيير جيش بري بقيادة أخيه الشيخ مبارك الصباح، كما سُكت أول عملة كويتية نحاسية في 1886 ولكنها لم تستمر طويلا، وقد كان اسمها البيزة.
وفي 17 مايو 1892 توفي الشيخ عبد الله بن صباح الصباح، وتولى الحكم بعده أخوه محمد بن صباح الصباح، ولكنه لم يلبث طويلا في الحكم حتى اغتاله أخوه مبارك الصباح سنة 1896. مع أخيه الثالث الجراح.

### الكويت والسياسة الإقليمية في القرن 19
كان التحرك السياسي للكويت في تلك الفترة يقرره عاملان: الأول هو طاقة الكويت البحرية والبشرية، والثاني هو تأثير القوى المحيطة، وهي الوجود الإنجليزي في مياه الخليج ثم الوجود العثماني في العراق، وكذلك الوجود المصري العثماني المشترك في نجد وشرقي الجزيرة العربية. فبعد انسحاب المصريين من الجزيرة العربية عقب انتهاء حملتهم سنة 1840م عمل العثمانيون والبريطانيون على تقاسم الإرث المصري في الجزيرة العربية. فأسند السلطان العثماني ولاية جدة وتوابعها (الإحساء ونجد) إلى علي رضا باشا (والي بغداد) والولاة من بعده، ولكن هؤلاء الولاة لم يكونوا جديين في وراثة الحكم المصري، فتُرِك خالد في نجد وأحمد بن مبارك في الإحساء. ولكن ذلك كان خطرًا على مشيخات المطلة على الخليج، إذ تُركت تحت الضغط الاستعماري البريطاني. فذكر «فارن Farren» القنصل البريطاني في دمشق سنة 1846م بأن الكويت يجب أن تدخل تحت السيطرة البريطانية بعد أن أصبحت من المراكز المهمة، وطالب حكومته أن تتفاوض مع الباب العالي لبسط السيادة البريطانية على ساحل الخليج وعلى الكويت بالذات. فالخطوة الأولى هو الاعتراف باستقلال الكويت لوضعها تحت السيطرة البريطانية.

## الحماية البريطانية

### عهد الشيخ مبارك الصباح (1896–1915)

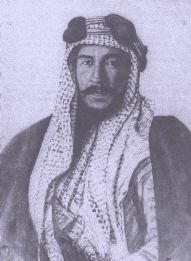
الشيخ مبارك الصباح.

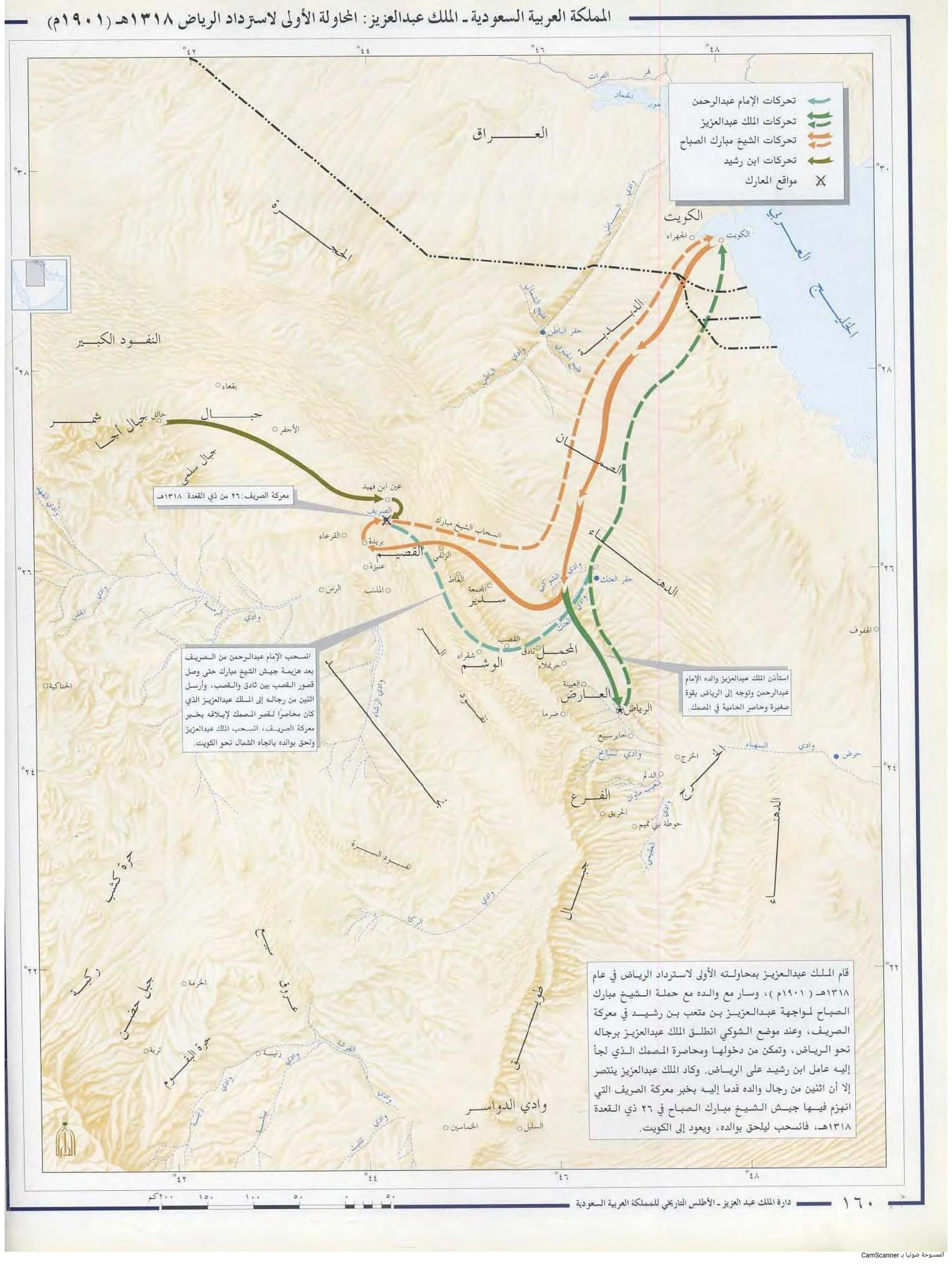
خط سير حملة مبارك الصباح إلى الصريف

تولى الشيخ مبارك الصباح سدة الإمارة في الكويت في 13 مارس سنة 1896 خلفاً لأخيه الشيخ محمد بن صباح الصباح أمير الكويت.
تسبب الخلاف مع العثمانيين بسبب مقتل محمد الصباح ومحاولة العثمانيين فرض السيطرة التامة على الكويت، في طلب مبارك الصباح الحماية البريطانية في سبتمبر من عام 1897، إلا أن طلبه قوبل بالرفض، ذلك لأن بريطانيا قالت بأنها لا ترى ضرورة في التدخل في شؤون المنطقة، إلا أنها غيرت موقفها ووافقت على إبرام الاتفاقية في 23 يناير سنة 1899 بسبب خشيتها من امتداد النفوذ الألماني الذي كان يسعى لمد سكة حديد من برلين إلى كاظمة شمال جون الكويت. وقد ظلت الكويت خاضعة للنفوذ العثماني حتى سنة 1899، حيث ارتبطت بمعاهدة مع إنجلترا وقعها الشيخ مبارك الصباح مع ممثل بريطانيا، عرفت باسم معاهدة الصداقة الأنجلو-كويتية 1899. انتهى الأمر بتوقيع معاهدة الصداقة الأنجلو-كويتية 1899 مع الإمبراطورية البريطانية التي وقعت في الكويت في 23 يناير 1899 وكان من بنود الاتفاقية أن لا يقبل الشيخ مبارك وكيلاً أو قائم مقام من جانب أي حكومة وأن يمتنع عن منح أو بيع أو رهن أو تأجير أي قطعة أرض من أراضي الكويت لدولة أخرى بغير أن يحصل على إجازة من بريطانيا. ثم تبعها إقامة وكالة سياسية في الكويت عام 1904، وهذا ما أعطى لبريطانيا سيطرة على سياسة الكويت الخارجية، مقابل التعهد بالحماية منها.
في عام 1901 هاجم الشيخ حمود الصباح والشيخ جابر المبارك الصباح قبائل ابن رشيد من شمر في الرخيمة وغنموا غنائم عديدة. وفي نفس العام قام الشيخ مبارك بحشد قوات كبيرة للخروج إلى حائل عاصمة دولة آل رشيد والتقى مع عبد العزيز بن متعب بن عبد الله الرشيد في معركة الصريف في شمالي غرب بريده، فهزم ابن رشيد في بداية الأمر إلا أن المعركة انتهت بانتصار قوات عبد العزيز الرشيد وعادت نجد لنفوذه. وفي عام 1903 أغارت قوات مشتركة بقيادة كل من عبد العزيز بن عبد الرحمن آل سعود والشيخ جابر المبارك الصباح على سلطان الدويش في جو لبن بالصمان بسبب ميله لابن رشيد وغنموا 5,000 رأس من الإبل، وفي عام 1910 حدثت معركة هدية بين مبارك الصباح وعبد العزيز بن سعود أمام ابن سعدون زعيم المنتفق، وقاد القوات الكويتية الشيخ جابر المبارك الصباح، وقد أغار على جيش السعدون الذي كان أكثر منهم عدداً، فانهزموا وتركوا الكثير من الأمتعة والإبل والخيل للسعدون، وقد سميت بذلك المعركة باسم معركة هدية. قدم بعض الدعم المالي للدولة العثمانية في حروبهم مع الطليان في ليبيا.
أنشئت أول مدرسة نظامية في الكويت في عهده عام 1911 سميت بالمدرسة المباركية نسبة إلى اسمه. وفي عام 1912 قام الشيخ مبارك الصباح برفع قيمة الضرائب على التجار في الكويت ومنع الغواصين من الغوص معللاً بحاجته للرجال للدفاع عن المدينة والظهور بمظهر القوي، واحتج كبار التجار على هذا القرار، وقاموا بالهجرة إلى البحرين وهم هلال فجحان المطيري وإبراهيم المضف وشملان بن علي، وندم مبارك على هجرة التجار فأرسل وفدا يحمل رسالة تتضمن الاعتذار لهم وحثهم للرجوع للكويت إلا أنهم رفضوا، فأرسل ابنه سالم المبارك الصباح وقام بالاعتذار لهم فرجعوا إلى الكويت عدا هلال فجحان المطيري فقام مبارك بالذهاب إلى البحرين بمركبة البخاري مشرف وقابل شيخ البحرين عيسى بن على آل خليفة وأرجع هلال معه إلى الكويت.
وفي عام 1914 كانت الدولة العثمانية تواجه المتاعب المثارة بينها وبين سلطان نجد، ووجدت في الشيخ مبارك الصباح الرجل الذي يمكنه أن يساعدها في إيجاد صيغة مشتركة بينها وبين عبد العزيز آل سعود لحل المشكلات. حيث لعبت الكويت دور الوساطة في مؤتمر الصبيحية الذي عقد في جنوب الكويت، ويلاحظ أن مراسلات الشيخ مبارك الصباح مع الدولة العثمانية لم تكن تختم بلقب قائمقام، بل كان يسمي نفسه «حاكم الكويت ورئيس قبائلها»

علم الكويت من الفترة 1914-1921.

#### المساهمة في الحرب العالمية الأولى
تعاون الشيخ مبارك مع بريطانيا عندما أرسلت قوة تجريدة بلاد الرافدين لاحتلال العراق في الحرب العالمية الأولى، فساهم بآلاف الروبيات إلى الصليب الأحمر البريطاني، وسمح للسفن الاستشفائية البريطانية بالرسو في ميناء الكويت ذو المياه العميقة. كما ساهم بالدعم اللوجستي والرجال فأرسل قوة مع الإنجليز إلى أم قصر وصفوان وبوبيان والبصرة لطرد القوات العثمانية من المنطقة. في المقابل اعترفت الحكومة البريطانية بالكويت باعتبارها «حكومة مستقلة تحت الحماية البريطانية». ولا يوجد تقرير عن الحجم الدقيق وطبيعة هجوم مبارك، على الرغم من تراجع القوات العثمانية عن تلك المواقع بعد أسابيع. ثم أزال مبارك الرمز العثماني الذي كان على العلم الكويتي واستبدله بعلم أحمر وفي وسطه كلمة «كويت»، واختار من العلم ثلاثة أشكال، مثلثاً للإمارة، ومربعاً للدوائر الحكومية ومستطيلاً للسفن، وقد مرت على هذا العلم بعض التعديلات الطفيفة ولكنه استمر إلى سنة 1961م. ساعدت مشاركة مبارك وكذلك مواقفه السابقة في عرقلة استكمال خط سكة حديد بغداد البريطانيين على حماية الخليج العربي من التعزيزات العثمانية والألمانية.

### عهد الشيخ جابر المبارك (1915–1917)
بعد وفاة الشيخ مبارك تولى ابنه الشيخ جابر المبارك الصباح الحكم. وعلى الرغم من أنه لم يلبث في الحكم طويلا، إلا أنه وعلى النقيض من أبيه في دعمه للإمبراطورية البريطانية، فقد كان الشيخ جابر أكثر استقلالية، وعلى الرغم من قصر فترة حكمه إلا أنه بدل ولائه وانحاز للعثمانيين، حيث سهل حركة قوافل الجمال بين الكويت والشام. مما تسبب بكسر الحصار البريطاني المضروب على منطقة شرق المتوسط وأمن وصول الامدادات الحيوية إلى العثمانيين في الشام. وبلغت الاحتجاجات البريطانية المكثفة ذروتها في اجتماع عقد يوم 23 نوفمبر 1916 في مدينة الكويت بين السير بيرسي كوكس وكبار رجالات الكويت، وطالب كوكس بإعادة تأكيد الدعم المحلي للأهداف البريطانية الإقليمية، ولكن الاجتماع انتهى دون حسم. وقد توفي في يناير من سنة 1917، فأسندت الإمارة إلى أخيه الشيخ سالم المبارك الصباح.

### عهد الشيخ سالم المبارك الصباح (1917–1921)
تولى الشيخ سالم المبارك الحكم بعد وفاة أخيه الشيخ جابر في فبراير 1917. وقد ازدادت التجارة مع العثمانيين خلال فترة الحرب العالمية الأولى إلى درجة أن البحرية الملكية البريطانية حاصرت الكويت بغية منع تدفقات الإمدادات ووضع نهاية لها، الأمر الذي نسبه الشيخ سالم إلى عمليات التهريب المخالفة للقانون. وقد شهدت الكويت خلال عهده بناء ثالث سور في تاريخها سنة 1338هـ / 1920م، الذي شيد بعد وقعة حمض. كما تم في عهده هجوم الإخوان على الجهراء في 10 أكتوبر سنة 1920 فحدثت معركة الجهراء. زار برسي كوكس المنطقة وجرى التعاون مع ابن سعود والشيخ خزعل في منطقة الأهواز عام 1335 هـ. وفي عام 1921 توفي الشيخ سالم الصباح.

### عهد الشيخ أحمد الجابر الصباح (1921–1950)

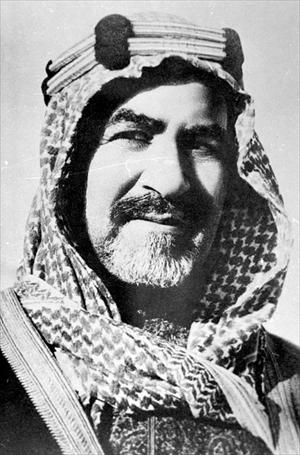
الشيخ أحمد الجابر الصباح.

تولى الشيخ أحمد الجابر الصباح الحكم في الكويت بعد وفاة عمه الشيخ سالم المبارك الصباح، وفي يوم 2 ديسمبر 1922 تم توقيع معاهدة العقير في 2 ديسمبر 1922 والتي رسمت فيها حدود سلطنة نجد الشمالية مع مملكة العراق من جهة، والكويت من جهةٍ أخرى. في يناير 1928 هاجم الإخوان بادية الكويت وقاموا بسلب الجمال والأغنام مما دفع القوات الكويتية بقيادة علي الخليفة الصباح وعلي السالم الصباح لملاحقتهم والاشتباك معهم في معركة الرقعي.
وتعرضت الكويت لأمطار غزيرة عام 1932 أدت لتهدم العديد من المنازل وتضرر أكثر من 18,000 شخص، وعرفت هذه السنة بالهدامة. شهد عهد أحمد الجابر الصباح أول حدث سياسي منظم يسهم في تحديد السلطات في الدولة وطريقة إدارتها وأول مشاركة مباشرة من الشعب في إدارة شؤون البلاد. وذلك بعد إنشاء مجلس الشورى في عام 1921، لكن أعمال المجلس لم تستمر طويلاً بسبب عدم تفرغ أعضائه لشؤونه لذلك أنهى أعماله بعد شهرين من إنشائه. وقد شهدت الكويت في عهده نهضة سياسية تمثلت في تأسيس أول مجلس المجلس التشريعي عام 1938، وبذلك يكون أول مجلس نيابي منتخب في تاريخ الكويت السياسي.
واكتُشِف أول بئر نفط في سنة 1937 وهو بئر بحره، إلا أن النفط لم يصدر بسبب ظروف الحرب العالمية الثانية. بعدها صدرت أول شحنة نفط في 30 يونيو سنة 1946.، وفي سنة 1948 تأسست مدينة الأحمدي، وقد سميت بهذا الاسم نسبة إلى الشيخ أحمد الجابر الصباح، وتوفي الشيخ أحمد الجابر الصباح في سنة 1950.

## استقلال الكويت

### عهد الشيخ عبد الله السالم الصباح (1950–1965)
تولى الحكم الشيخ عبد الله السالم الصباح في 25 فبراير سنة 1950، وفي فترة حكمه تم إنشاء المجلس الأعلى، وسُمي لاحقا باسم «أبو الدستور» لأنه هو الذي أمر بصياغة دستور لتنظيم الحياة السياسية في الكويت، وتم في عهده التوسع العمراني الكبير، حيث بدأ الناس بالخروج من داخل السور، وفي عام 1957 تم هدم السور مع الإبقاء على البوابات الخمس، وفي 19 يونيو سنة 1961 تم إلغاء معاهدة الحماية البريطانية التي وقعت في 23 يناير عام 1899، وتم إعلان استقلال دولة الكويت،

الشيخ عبد الله السالم الصباح يتسلم الدستور من عبد اللطيف محمد الغانم.

وبعد استقلال الكويت عام 1961، قرر أمير الكويت آنذاك الشيخ عبد الله السالم الصباح أن يؤسس نظاماً ديمقراطياً يشترك فيه الشعب بالحكم، وكانت البداية بوضع دستور دائم للكويت، فتقرر عمل انتخابات لاختيار ممثلين من الشعب يصيغون الدستور، ففي يوم 26 أغسطس 1961 أصدر الشيخ عبد الله السالم الصباح مرسوم أميري تحت رقم 22 لسنة 1961، يقضي بإجراء انتخابات للمجلس التأسيسي. وفي 11 نوفمبر سنة 1962 تم إصدار الدستور، وفي تاريخ 7 سبتمبر 1961م صدر قانون جديد بشأن العلم الوطني ليكون العلم الجديد رمزاً لاستقلال البلاد، فتم استبدال العلم القديم بالجديد في صبيحة يوم 24 نوفمبر 1961. ويتكون من أربعة ألوان: الأحمر والأخضر والأبيض والأسود وهذه الألوان مستوحاة من بيت الشعر العربي:
استمر للمجلس التأسيسي بالعمل لغاية 20 يناير 1963 وذلك قبل أن يحل نفسه لإجراء أول انتخابات برلمانية لاختيار أعضاء مجلس الأمة الأول في تاريخ الكويت، والتي جرت في 23 يناير 1963، وتشكلت الوزارة لأول فصل تشريعي بتاريخ الكويت في 28 يناير عام 1963 وكانت برئاسة الشيخ صباح السالم الصباح. وفي 29 يناير سنة 1963 تم افتتاح أول جلسة لمجلس الأمة، وقد ترأس المجلس عبد العزيز حمد الصقر حتى استقال في عام 1965، وبعده ترأس المجلس سعود عبد العزيز العبد الرزاق ومن أهم منجزات هذا المجلس تشكيل الوزارات وعدم الجمع بين العمل التجاري والوزاري، وفي 14 مايو سنة 1963 انضمت الكويت إلى الأمم المتحدة، وفي عام 1965 توفي الشيخ عبد الله السالم الصباح.

### عهد الشيخ صباح السالم الصباح (1965–1977)

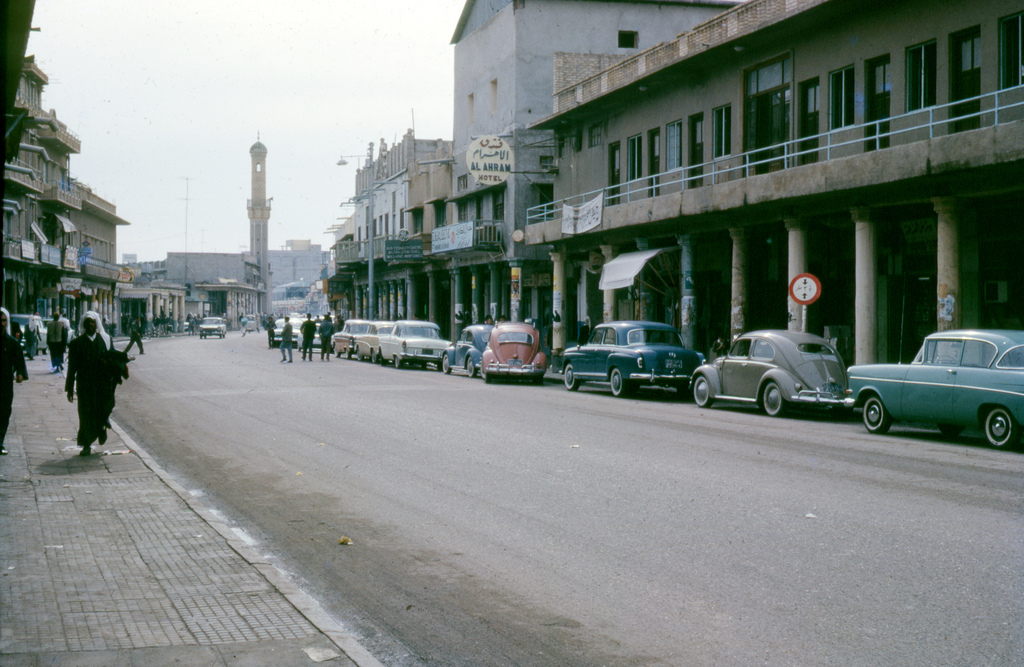
شارع بالكويت أنشئ حديثا كما كان يبدو في الستينات

تولى الحكم الشيخ صباح السالم الصباح بعد وفاة أخيه الشيخ عبد الله السالم الصباح، واستمر في الحكم حتى 31 ديسمبر سنة 1977 حيث توفي، وكان أول وزير للخارجية في تاريخ الكويت وذلك بالوزارة الأولى من عام 1962، وفي عهده تم عقد الانتخابات الثانية لمجلس الأمة الكويتي، وقد بدأت جلسات مجلس الأمة الكويتي 1967 في 7 فبراير من عام 1967، وانتهت أعماله في 30 ديسمبر سنة 1970، وترأس المجلس أحمد زيد السرحان حتى عام 1970 ومن أهم منجزات هذا المجلس قانون دعم الدول العربية في حربها ضد إسرائيل وقانون إنشاء محكمة أمن الدولة، وفي 10 فبراير 1971 تم بدأ أعمال مجلس الأمة الكويتي 1971 وانتهت أعماله في 8 يناير سنة 1975 وترأس المجلس خالد صالح الغنيم حتى عام 1975 ومن أهم منجزات هذا المجلس قانون إنشاء المحكمة الدستورية، وفي 11 فبراير من ذات العام بدأت أعمال مجلس الأمة الكويتي 1975، وقد انتهت أعماله في 19 يوليو عام 1976 بعد أن قام الأمير بحله، وكان رئيس المجلس آنذاك خالد صالح الغنيم، ومن أهم منجزات المجلس قانون الخدمة العسكرية الإلزامية وقانون تأميم النفط.

### عهد الشيخ جابر الأحمد الصباح (1978–2006)

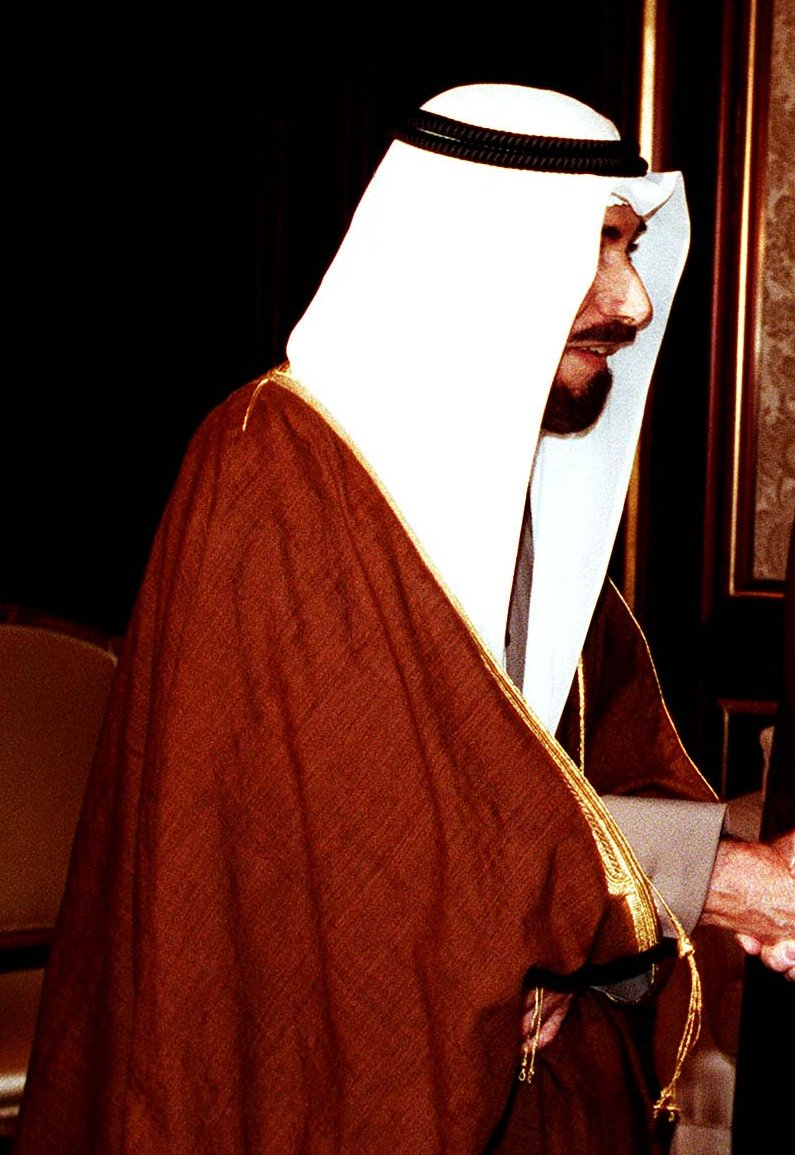
الشيخ جابر الأحمد الصباح صاحب فكرة إنشاء مجلس التعاون الخليجي.

تولى الحكم الشيخ جابر الأحمد الصباح في 31 ديسمبر سنة 1977، وفي يوم 8 فبراير 1978 عين الشيخ سعد العبد الله السالم الصباح وليا للعهد وذلك بعد أن قامت أسرة الصباح بتزكيته كولي للعهد من بين ثلاثة منافسين وهم صباح الأحمد الصباح وجابر العلي الصباح. في يوم 9 مارس من عام 1981 عاد مجلس الأمة الكويتي للعمل، والشيخ جابر هو صاحب فكرة إنشاء مجلس التعاون لدول الخليج العربية، والذي وقع على إنشائه في أبوظبي عاصمة دولة الإمارات العربية المتحدة بتاريخ 25 مايو عام 1981.
في صيف عام 1982 حدثت أزمة سوق المناخ، حيث كانت إحدى أكبر الهزات في تاريخ الكويت الاقتصادي، حيث عجز العديد من المتداولين في بورصة الكويت من دفع بعض الشيكات المؤجلة، وقد كان العديد من المستثمرين يشترون ويبيعون الأسهم بالآجل، مما أدى إلى ارتفاع قيمة الأسهم ثم انخفاضها بشكل كبير مما آل إلى حدوث أكبر أزمة اقتصادية في الكويت. وقد حلت الحكومة المشكلة بعد شرائها أسهما بقيمة 2.5 مليار دولار أمريكي.
في 19 يناير سنة 1985 انتهت أعمال دورة مجلس الأمة الكويتي لسنة 1981، وقد ترأس المجلس في هذه الدورة محمد يوسف العدساني ومن أهم منجزات المجلس قانون تعديل بعض أحكام قانون الجنسية وقانون الموافقة على تيسير التبادل التجاري بين الدول العربية، وفي 9 مارس من ذات العام بدأت دورة مجلس الأمة الكويتي لعام 1985 أعمالها، وفي 2 يوليو سنة 1986 تم حل مجلس الأمة الكويتي من قبل الأمير، وقد كان رئيس المجلس في هذه الدورة أحمد عبد العزيز السعدون، ومن أهم منجزات المجلس قانون جرائم المفرقعات.
وفي عام 1983 تعرضت الكويت لسلسلة من التفجيرات وقعت في الكويت، أطلق عليها تفجيرات الكويت 1983 والتي استمرت من ديسمبر 1983 إلى مايو 1988 استهدفت الهجمات منشآت أجنبية وكويتية وسفارات أجنبية مهمة في الكويت. يعتقد أن منفذي التفجيرات منظمات راديكالية بقيادة حزب الدعوة العراقي. شملت التفجيرات كلا من السفارة الأمريكية في الكويت، موكب الشيخ جابر الأحمد الصباح، المقاهي الشعبية، بالإضافة لخطف طائرتي الجابرية وكاظمة.

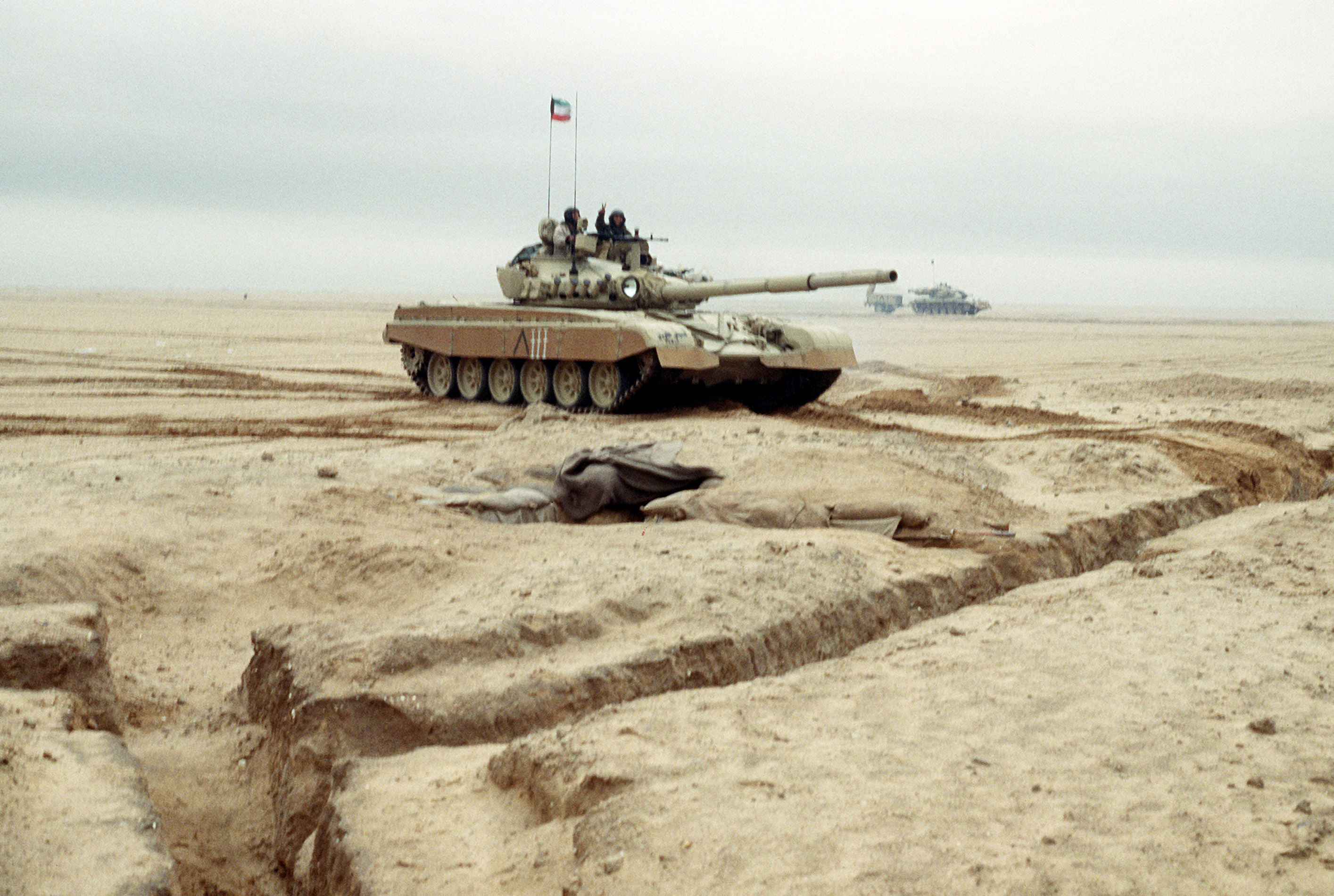
دبابة M-84 كويتية خلال حرب الخليج الثانية.

في 25 مايو 1985 تعرض الشيخ جابر الأحمد الصباح إلى محاولة اغتيال فاشلة في طريقة للذهاب إلى مكتبه في قصر السيف، وقد توفي فردان من الحرس المرافق في الحادثة، وكانت هذه المحاولة عن طريق سيارة مفخخة، اعترضت موكب الأمير من قبل أحد المتشددين، ويعتقد بأن سبب هذه المحاولة لاغتياله هو موقف الكويت من حرب الخليج الأولى بين إيران والعراق، حيث أيدت الكويت العراق في الحرب، وكانت المحاولة من مناصري إيران في الحرب، ونفذ العملية عضو في حزب الدعوة الإسلامية العراقي، وهو «جمال جعفر علي الإبراهيمي» المعروف باسم «أبو مهدي المهندس»، واتهمت الكويت كلا من إيران وحزب الدعوة الإسلامية بتنفيذ هذه العملية.
وفي عام 1988 اختطفت طائرة تابعة للخطوط الجوية الكويتية اسمها «الجابرية» وقام المختطفون بقتل بعض الركاب فيها واتهمت الكويت حزب الله بالوقوف وراء حادثة الاختطاف.

#### الاحتلال العراقي للكويت

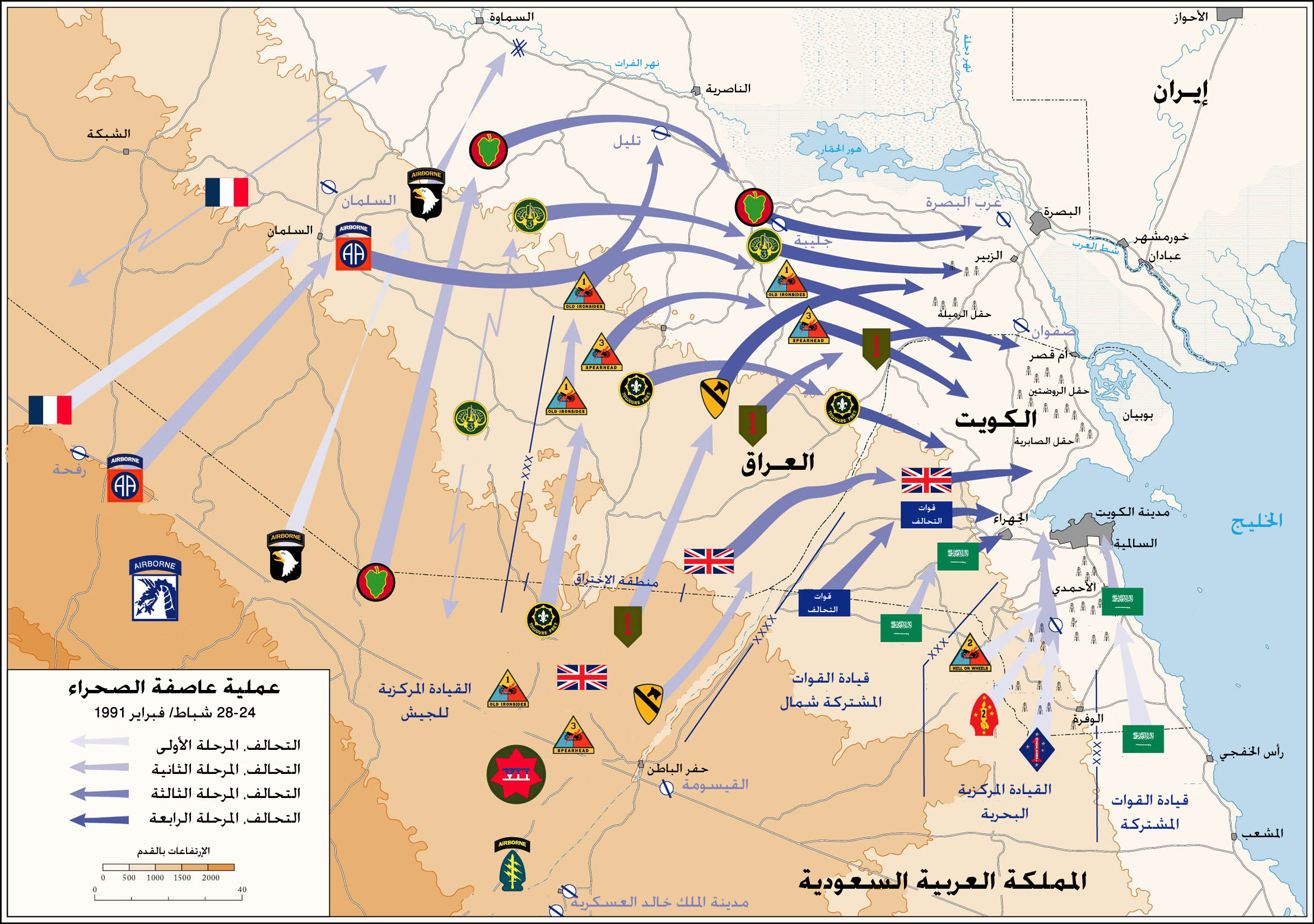
عملية دخول قوات الحلفاء للكويت.

في 2 أغسطس عام 1990 غزت العراق الكويت. أعلن بعدها في 4 أغسطس عن تأسيس جمهورية الكويت سيرت شؤونها حكومة كويتية مؤقتة برئاسة العقيد في الجيش الكويتي علاء حسين. استمرت الحكومة حتى 8 أغسطس حيث تم إعلان ضم الكويت للعراق، واعتبارها المحافظة التاسعة عشر للعراق، وعين عزيز صالح النومان محافظاً للكويت، إلا أن القرار لم تعترف به الأمم المتحدة وطالبت العراق بالانسحاب من الكويت.
استمر الاحتلال العراقي 7 أشهر، وخلاله كان للكويتيين دور كبير في مقاومة الجيش العراقي، ففي يوم 24 فبراير سنة 1991 قام الجيش العراقي بمهاجمة بيت كان يحتوي على 19 من المقاومين، الذي عرف لاحقاً باسم بيت القرين، وقُتل أثناء الهجوم العراقي 12 فردا من المقاومين بينما دمر البيت بشكل جزئي، وحالياً هو متحف لعرض أحداث الغزو. قامت حرب الخليج الثانية بعد هذه الحادثة، بين العراق وتحالف دولي من 32 دولة بقيادة الولايات المتحدة الأمريكية عن طريق استخدام الأراضي السعودية، أسفرت عن انتصار قوات التحالف وتحرير دولة الكويت في يوم 26 فبراير 1991. وقد قامت المملكة العربية السعودية باستضافة المواطنين الكويتيين أثناء الحرب.

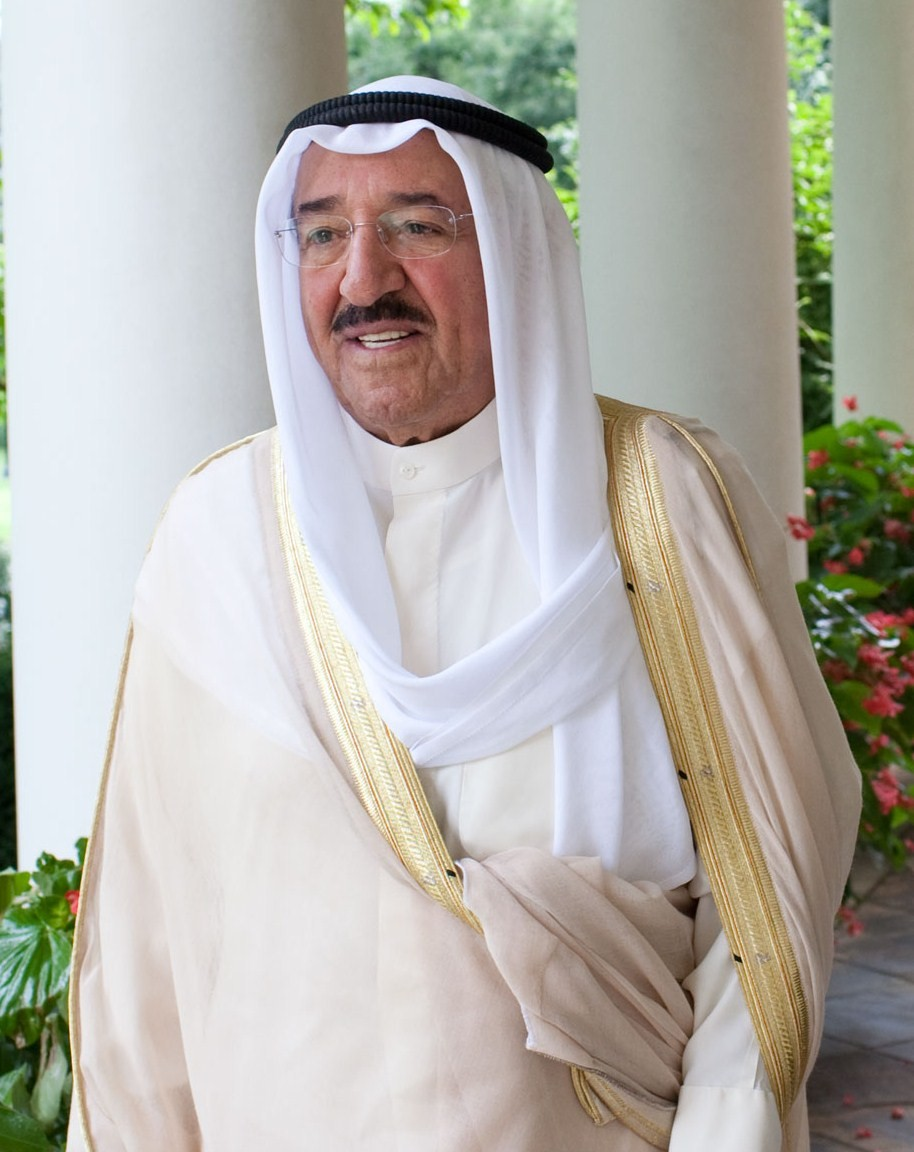
الشيخ صباح الأحمد الصباح أمير الكويت الخامس عشر.

قبل تحرير الكويت بأيام، قام الجيش العراقي بتدمير آبار النفط، حيث تم تدمير ما يُقارب من 1073 بئر نفطي في الكويت، وقد قال الخبراء بأن الآبار لن تطفئ قبل ثلاثة سنوات، وبدأ العمل في إطفاء الآبار في 3 مارس من عام 1991 أي بعد أسبوع واحد من التحرير، وفي 6 نوفمبر من نفس العام تم إخماد آخر بئر مشتعل في الكويت.

#### بعد التحرير
كان الشيخ سعد العبد الله الصباح من أوائل القادمين للكويت بعد التحرير، والذي أصبح حاكم البلاد بعد تطبيق الأحكام العرفية، التي رُفعت في 26 يونيو من عام 1991 بعد أربعة أشهر من تطبيقها.
في 20 أكتوبر سنة 1992، عادت الحياة النيابية مرة أخرى في مجلس الأمة الكويتي، وقد انتهت أعمال المجلس في 5 أكتوبر سنة 1996، وقد ترأس المجلس أحمد عبد العزيز السعدون، وفي 20 أكتوبر من ذات العام بدأت أعمال مجلس الأمة الكويتي لسنة 1996، وقد انتهت أعمال المجلس في 4 مايو سنة 1999 بعد أن حل الأمير المجلس، وقد ترأس المجلس أحمد عبد العزيز السعدون، وفي 17 يوليو سنة 1999 بدأت أعمال مجلس الأمة الكويتي لسنة 1999، وانتهت أعماله في 30 يونيو سنة 2003، وقد ترأس المجلس جاسم الخرافي.
وفي 15 يناير من عام 2006 توفي الشيخ جابر الأحمد ونودي بالشيخ سعد العبد الله أميراً للكويت بحسب الدستور حيث كان وليا للعهد. لكن وبسبب ظروفه الصحية وظروف مرضه، تم عزله بقرار من البرلمان، وبويع بدلا عنه الشيخ صباح الأحمد الصباح أميراً لدولة الكويت وقد كان في وقتها رئيساً لمجلس الوزراء.

### عهد الشيخ صباح الأحمد الصباح (2006–2020)
في 29 يناير سنة 2006، بويع الشيخ صباح الأحمد الصباح أميراً للكويت، وقد كان في وقتها رئيسًا لمجلس الوزراء. وأدى اليمين الدستورية في 29 يناير من نفس العام. وتم تعيين الشيخ نواف الأحمد الصباح وليًا للعهد بعد تزكيته من الأمير ومبايعته في مجلس الأمة. في 12 يوليو 2006 بدأت دورة مجلس الأمة الكويتي لعام 2006 أعمالها، ومن أهم منجزات المجلس إقرار قانون إعطاء المرأة الحق في الانتخاب والترشح.

## وصلات خارجية
- تاريخ الكويت في الموقع الرسمي للكويت نسخة محفوظة 5 فبراير 2009 على موقع واي باك مشين.
- بعثة التنقيب الأثري الكويتيّة-السلوفاكيّة (KSAM)